# Saint-Martin-Vésubie
Pour les articles homonymes, voir Saint-Martin, Vésubie (homonymie) et Lantosque.
Saint-Martin-Vésubie (Sant Martin de Lantosca (occitan alpin, écriture classique) ou Sant-Marti-de-Lantousco (écriture mistralienne), San Marti Vesubio (panneau d'entrée de ville, écriture mistralienne)) est une commune française située dans le département des Alpes-Maritimes, en région Provence-Alpes-Côte d'Azur. Ses habitants sont  les Saint-Martinois.
Jusqu'en 1860, le nom officiel de la commune était en italien : San Martino Lantosca.

## Géographie

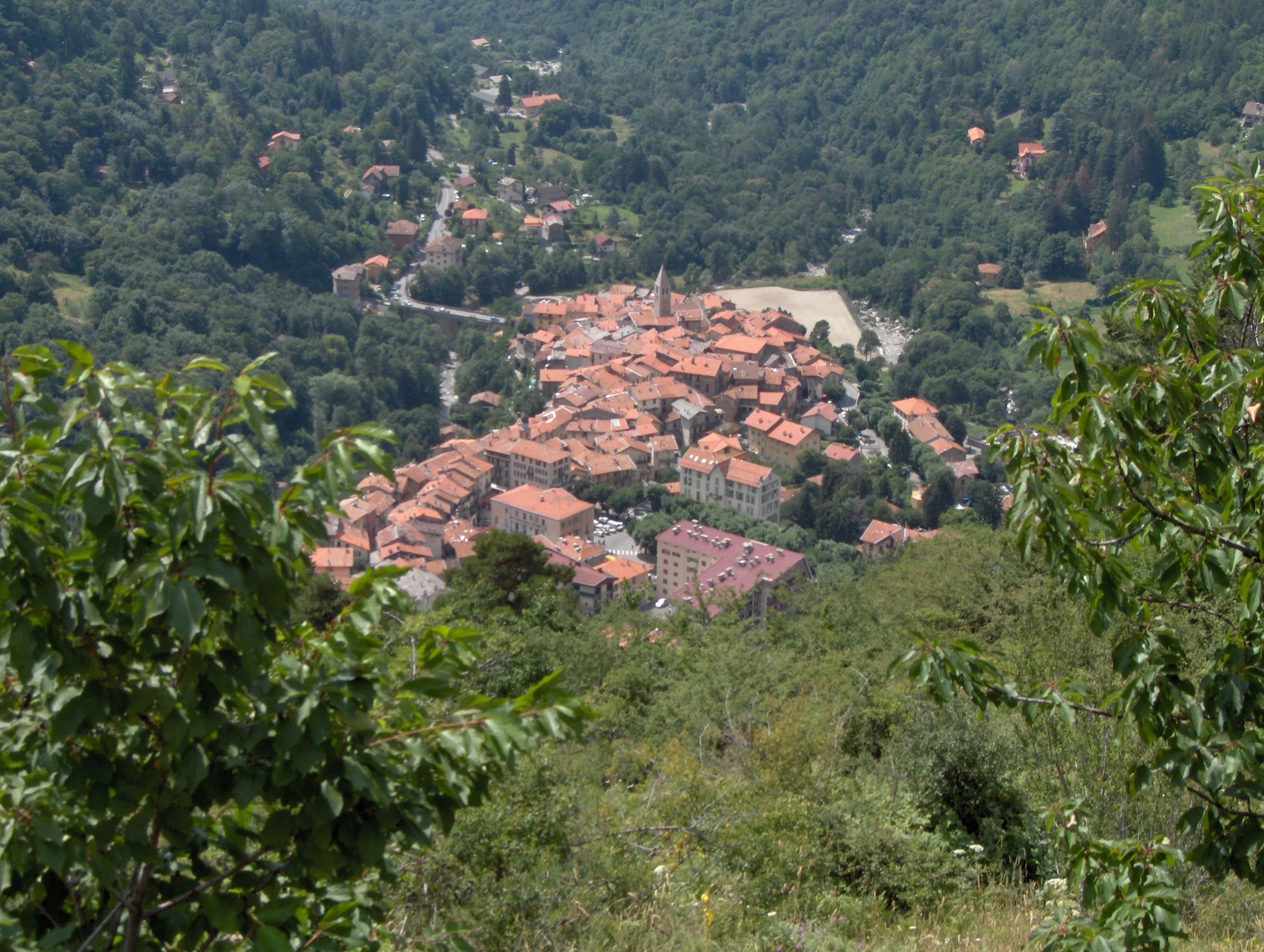
Le village vu depuis le Collet.

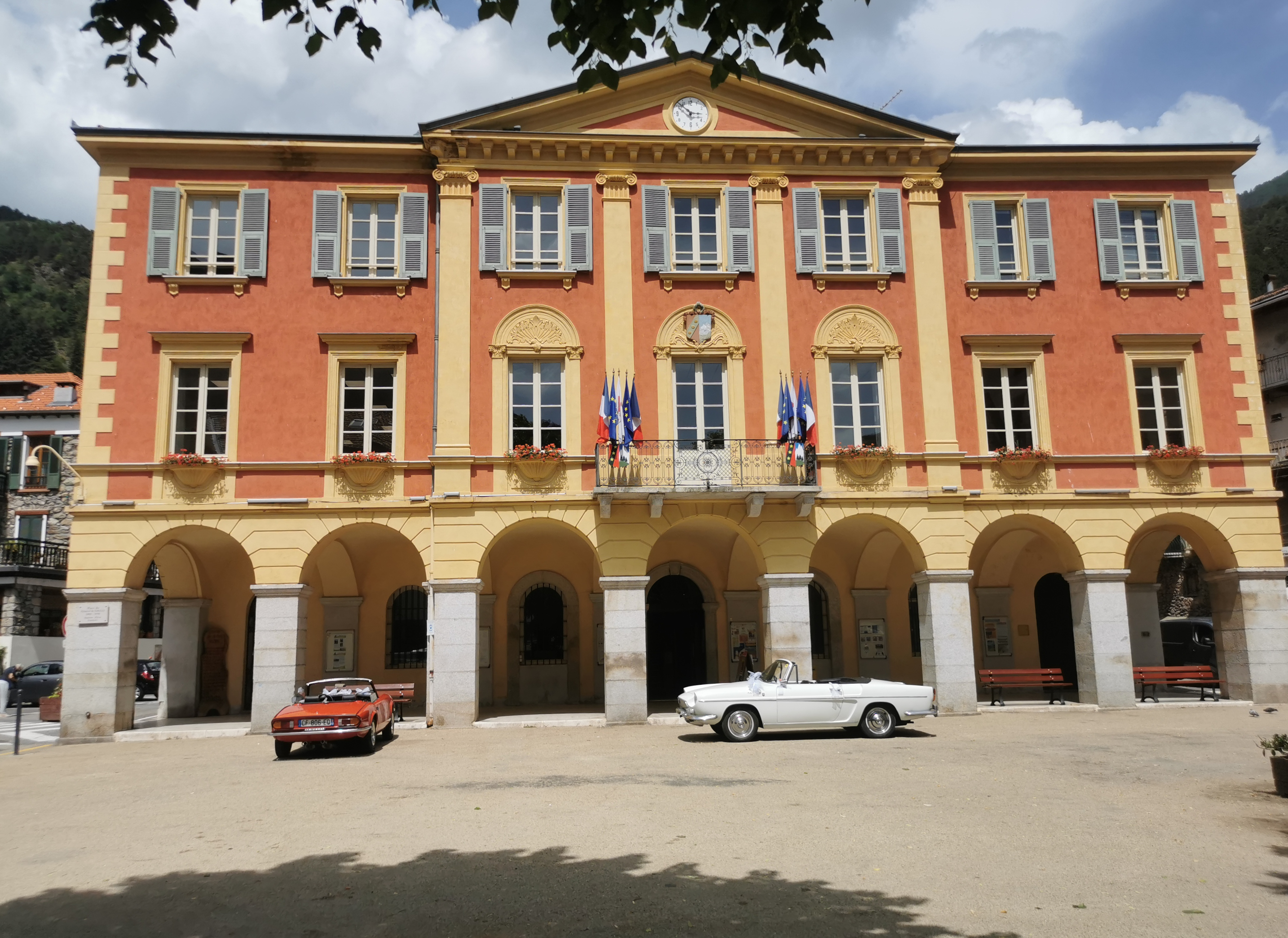
Hôtel de ville de Saint-Martin-Vésubie.

### Localisation
Chef-lieu de canton des Alpes-Maritimes et dernier village au nord de la vallée de la Vésubie, Saint-Martin-Vésubie est la principale porte d'accès au parc national du Mercantour. En 1987, Escapade, le bureau des Guides du Mercantour a été fondé dans le village par le guide de haute montagne Hervé Gourdel.
Appelée jusqu'en 1889 Saint-Martin-Lantosque car appartenant à l'ancien Val de Lantosque (ancien nom de la Vésubie), Saint-Martin-Vésubie, fut, dès 1864, réputée pour la qualité de son environnement, de ses eaux et de son climat estival, loin des chaleurs étouffantes de la côte.
Ces caractéristiques lui valent son surnom de « Suisse niçoise ».

### Géologie et relief
La commune est environnée de nombreux sommets :
- Cime de l'Agnel ;
- Cime du Gélas ;
- Cime Guilié ;
- Cime du Mercantour ;
- Mont Neiglier ;
- le col de Fenestre séparant l'Italie de la France.

### Sismicité
Commune située dans une zone de sismicité moyenne.

### Hydrographie et eaux souterraines
Le village est situé à proximité de la confluence de deux torrents alpins : la Madone de Fenestre à l'est et le Boréon à l'ouest. La Vésubie naît en contrebas du village.
Toutefois, le village est situé quelques mètres seulement en hauteur du niveau bas des torrents.
Le 2 octobre 2020, de nombreux villages des diverses vallées des Alpes-Maritimes (Breil-sur-Roya, Fontan, Roquebillière, Tende et Saint-Martin-Vésubie...) sont fortement impactés par un « épisode méditerranéen » de grande ampleur. Certains hameaux de la commune restent inaccessibles jusqu'à plus d'une semaine après la catastrophe et l'électricité n'a été rétablie que vers le 20 octobre. L'arrêté du 7 octobre 2020 portant reconnaissance de l'état de catastrophe naturelle a identifié la commune au titre des « Inondations et coulées de boue du 2 au 3 octobre 2020 ».
Cours d'eau sur la commune ou à son aval :
- rivière la Vésubie,
- torrent le Boréon,
- riou de venanson,
- vallon d'espaillart.

Lavoir, fontaine, canal :
- Place et fontaine de la Frairie[7],
- Le béal, canal empierré[8].

Plan d'eau sur la commune ou à son aval :
- Lac du Mercantour,
- Lacs Bessons,
- Lac de Trécolpas,
- Lac de Fenestre,
- Lacs de Prals.

Saint-Martin-Vésubie dispose de deux stations d'épuration intercommunale :
- Station d'épuration de St-Martin-Vésubie, d'une capacité de 2 500 équivalent-habitants[9],
- Station d'épuration de St-Martin-Vésubie Le Boréon, d'une capacité de 500 équivalent-habitants[10].

### Hameaux et lieux-dits
- le Boréon[11]
- les Clots
- la Madone de Fenestre
- la Trinité
- Gordolon

### Climat
Pour des articles plus généraux, voir Climat de Provence-Alpes-Côte d'Azur et Climat des Alpes-Maritimes.
En 2010, le climat de la commune est de type climat des marges montargnardes, selon une étude du Centre national de la recherche scientifique s'appuyant sur une série de données couvrant la période 1971-2000. En 2020, Météo-France publie une typologie des climats de la France métropolitaine dans laquelle la commune est exposée à un climat de montagne ou de marges de montagne et est dans la région climatique  Var, Alpes-Maritimes, caractérisée par une pluviométrie abondante en automne et en hiver (250 à 300 mm en automne), un très bon ensoleillement en été (fraction d’insolation > 75 %), un hiver doux (8 °C) et peu de brouillards. 
Pour la période 1971-2000, la température annuelle moyenne est de 10,4 °C, avec une amplitude thermique annuelle de 15,7 °C. Le cumul annuel moyen de précipitations est de 1 112 mm, avec 5,9 jours de précipitations en janvier et 6,8 jours en juillet. Pour la période 1991-2020, la température moyenne annuelle observée sur la station météorologique installée sur la commune est de 11,4 °C et le cumul annuel moyen de précipitations est de 1 219,3 mm. 
La température maximale relevée sur cette station est de 36,5 °C, atteinte le 6 juillet 1982 ; la température minimale est de −12 °C, atteinte le 6 mars 1971,,. 
| Mois                                  | jan.             | fév.           | mars           | avril           | mai           | juin           | jui.            | août           | sep.          | oct.          | nov.            | déc.          | année     |
| ------------------------------------- | ---------------- | -------------- | -------------- | --------------- | ------------- | -------------- | --------------- | -------------- | ------------- | ------------- | --------------- | ------------- | --------- |
| Température minimale moyenne (°C)     | −0,7             | −0,8           | 2              | 4,2             | 8,3           | 11,7           | 13,8            | 14             | 10,1          | 6,9           | 2,7             | 0             | 6         |
| Température moyenne (°C)              | 3,9              | 4,5            | 7,6            | 9,5             | 13,8          | 17,6           | 20              | 20,3           | 15,9          | 11,9          | 7,2             | 4,3           | 11,4      |
| Température maximale moyenne (°C)     | 8,5              | 9,8            | 13,1           | 14,8            | 19,3          | 23,4           | 26,3            | 26,6           | 21,6          | 17            | 11,8            | 8,6           | 16,7      |
| Record de froid (°C) date du record   | −11,5 09.01.1985 | −11,3 06.02.12 | −12 06.03.1971 | −4,8 16.04.1962 | −1 06.05.1991 | 2,7 06.06.1969 | 5,2 19.07.1966  | 4,8 20.08.1972 | 1 28.09.07    | −4 31.10.1974 | −6 23.11.1998   | −9,5 19.12.09 | −12 1971  |
| Record de chaleur (°C) date du record | 20,6 31.01.1982  | 21 15.02.1990  | 24,5 21.03.02  | 27,8 09.04.11   | 31,2 24.05.09 | 33,6 25.06.03  | 36,5 06.07.1982 | 34,8 06.08.03  | 31,2 10.09.08 | 28,5 11.10.11 | 21,6 29.11.1979 | 21,3 30.12.21 | 36,5 1982 |
| Précipitations (mm)                   | 86,3             | 58,3           | 68,9           | 104,9           | 101,9         | 87,4           | 71              | 66,3           | 104,5         | 178,6         | 183,3           | 107,9         | 1 219,3   |

| Diagramme climatique                                  |             |           |              |              |              |            |            |               |            |              |           |
| J                                                     | F           | M         | A            | M            | J            | J          | A          | S             | O          | N            | D         |
| 8,5−0,786,3                                           | 9,8−0,858,3 | 13,1268,9 | 14,84,2104,9 | 19,38,3101,9 | 23,411,787,4 | 26,313,871 | 26,61466,3 | 21,610,1104,5 | 176,9178,6 | 11,82,7183,3 | 8,60107,9 |
| Moyennes : • Temp. maxi et mini °C • Précipitation mm |             |           |              |              |              |            |            |               |            |              |           |

Les paramètres climatiques de la commune ont été estimés pour le milieu du siècle (2041-2070) selon différents scénarios d'émission de gaz à effet de serre à partir des nouvelles projections climatiques de référence DRIAS-2020. Ils sont consultables sur un site dédié publié par Météo-France en novembre 2022.

### Voies de communications et transports

#### Voies routières
Commune desservie par la route départementale (métropolitaine) D/M 2565 depuis Levens.

#### Transports en commun
- Transport en Provence-Alpes-Côte d'Azur

Commune desservie par le réseau Lignes d'Azur.

### Intercommunalité
Commune membre de la Métropole Nice Côte d'Azur.
EPCI Nice Côte d'Azur dans les Alpes-Maritimes.

## Urbanisme
La commune dispose d'un plan local d'urbanisme.
La commune est intégrée dans le plan local d'urbanisme métropolitain approuvé le 25 octobre 2019.

### Typologie
Au 1er janvier 2024, Saint-Martin-Vésubie est catégorisée bourg rural, selon la nouvelle grille communale de densité à 7 niveaux définie par l'Insee en 2022.
Elle est située hors unité urbaine. Par ailleurs la commune fait partie de l'aire d'attraction de Nice, dont elle est une commune de la couronne,. Cette aire, qui regroupe 100 communes, est catégorisée dans les aires de 200 000 à moins de 700 000 habitants,.

### Occupation des sols
Le tableau ci-dessous présente l'occupation des sols de la commune en 2018, telle qu'elle ressort de la base de données européenne d’occupation biophysique des sols Corine Land Cover (CLC).
| Type d’occupation                                                                   | Pourcentage | Superficie (en hectares) |
| ----------------------------------------------------------------------------------- | ----------- | ------------------------ |
| Tissu urbain discontinu                                                             | 2,9 %       | 149                      |
| Zones industrielles ou commerciales et installations publiques                      | 0,4 %       | 20                       |
| Prairies et autres surfaces toujours en herbe                                       | 7,7 %       | 395                      |
| Systèmes culturaux et parcellaires complexes                                        | 0,4 %       | 21                       |
| Surfaces essentiellement agricoles interrompues par des espaces naturels importants | 1,7 %       | 86                       |
| Forêts de feuillus                                                                  | 1,0 %       | 49                       |
| Forêts de conifères                                                                 | 64,2 %      | 3285                     |
| Forêts mélangées                                                                    | 2,1 %       | 109                      |
| Pelouses et pâturages naturels                                                      | 7,0 %       | 358                      |
| Landes et broussailles                                                              | 0,4 %       | 22                       |
| Forêt et végétation arbustive en mutation                                           | 3,4 %       | 175                      |
| Plages, dunes et sable                                                              | 0,5 %       | 24                       |
| Roches nues                                                                         | 1,2 %       | 62                       |
| Végétation clairsemée                                                               | 7,0 %       | 358                      |
| Source : Corine Land Cover                                                          |             |                          |

L'occupation des sols met en évidence la prédominance de la forêt sur les territoires agricoles et les autres milieux semi-naturels. La forêt occupe 67,3 % de la surface communale et est constituée très majoritairement de conifères.

### Communes limitrophes
| Valdeblore | Valdieri ( Italie), Entracque ( Italie) | Entracque ( Italie) |
| Valdeblore | Saint-Martin-Vésubie                    | Belvédère           |
| Venanson   | Roquebillière                           | Roquebillière       |

## Toponymie
Les mentions anciennes de la localité sont : S. Martinus au XIIe siècle, Saint-Martin-de-Lantosque en 1748, San Martino Lantosca en 1834, Saint-Martin-de-Lantosque v. 1850, Saint-Martin-de-Lantosca en 1856, Saint-Martin-Vésubie en 1889.
En occitan alpin, la commune porte le nom de Sant Martin de Lantosca (prononcé [sow mar'ti de lan'tusko]). Certains pensent  que Lantosque était l'ancien nom de la rivière. Saint-Martin  dépendait des seigneurs de Bollène, comme le village de Lantosque et Loda au XIIe siècle. La terminaison de Lantosque évoque un possible suffixe ligure Usca, Osc ou Asc indiquant une hauteur. La première partie n'est pas comprise.
Les mentions anciennes de la Vésubie sont : La Vésubie en 1789, la Vésune en 1819, La Vésubie en 1826. En l'absence de formes plus anciennes, on se perd en conjectures. Il a existé sur le Trophée des Alpes une population gauloise les Vésubiens (Vesubionorum), Esubiens (Esubiani). Ils étaient placés vers Clans. Le premier terme correspond au gaulois vesu, « valable, bon, digne de ».

## Histoire

### Origines
Érigé sur les bords d'un plateau glaciaire, le village apparaît dans l'histoire dès le XIIIe siècle, mais son site est occupé depuis la plus haute Antiquité (romanisation d'une population autochtone au Ier siècle avérée).
Au XIIe siècle, le village est mentionné sous le nom de Saint-Martin-de-Lantosque. Il s'est construit autour d'un prieuré fondé à l'abbaye de Saint-Dalmas-de-Pedona Borgo San Dalmazzo. Les Templiers administrent le sanctuaire de Fenestre jusqu'à leur arrestation.
Le castrum médiéval s'étend progressivement le long de la falaise surplombant le vallon de la Madone, sur laquelle s'étire la grande route du sel gagnant le Piémont depuis le port de Nice. Au Moyen Âge, la communauté de Saint-Martin est dotée d’un consulat.
Dans la réorganisation administrative du comté de Provence opérée en 1307 par Charles II, Saint-Martin fait partie de la « vicaria comitatus Vintimilli et vallis Lantusce ». Cette partie du comté comprend Sospel, Saorge, Breil, Pigna, La Roquette, Peille, Lucéram, Belvédère, La Bollène, Lantosque, Utelle, Roquebillière, Saint-Martin, La Tour et Valdeblore.
Le 25 janvier 1470, un incendie consume une grande partie de la ville, ses fabriques de draps et ses entrepôts de marchandises. Les pertes sont évaluées à 160 000 florins d'or.
Jérôme-Marcel de Gubernatis, président du Sénat de Nice, obtient en 1684 l'inféodation du fief de Saint-Martin. Devant l'opposition de la population, cette mesure est annulée dans l'année.

### Révolution etXIXesiècle
En septembre 1792, les troupes françaises franchissent le Var. La noblesse, les institutions niçoises et les émigrés quittent la Ville dans la précipitation. Les troupes sardes se retirent et établissent leur ligne de défense sur les hauteurs autour de Breil-sur-Roya, Saorge et le massif de l'Authion. Le commandement de l'armée sarde a été confié à Charles-François Thaon de Revel. Les troupes françaises entrent dans Saint-Martin-Lantosque (ancien nom de Saint-Martin-Vésubie) le 2 mars 1793. Les troupes sardes reprennent la ville en août mais doivent la céder aux Français en avril 1794. Charles-François Thaon de Revel prend l'offensive en 1795, mais les troupes sardes commandées par Bonnaud sont battues par les troupes françaises commandées par le général Garnier. Bonnaud est tué au cours des combats autour de Saint-Martin-Vésubie. Le général Garnier a organisé la lutte contre les barbets en 1800-1801.
La commune devient définitivement française en 1860 mais perd une partie de son territoire qui devient italien (dont le vallon de la Madone de Fenestre), qui ne lui sera restitué qu'en 1947 (traité de Paris).
Joseph Mottet, un ferblantier installé à Saint-Martin-Vésubie alimente son atelier par une génératrice à courant continu de 50 kW, fonctionnant sous une hauteur de chute de 30 mètres puis vend son surplus d’énergie à la commune de Saint-Martin-Vésubie, qui devint ainsi la deuxième commune rurale de France, après  La Roche-sur-Foron, en 1893 à bénéficier d’un éclairage public fonctionnant à l’électricité. Il y a probablement une erreur sur la date d'électrification de la commune car dès 1886 plusieurs communes dont Beaurepaire en Isère ou Bourganeuf dans la Creuse bénéficiaient déjà d'un éclairage public à l'électricité. De nombreuses communes rurales s'équipèrent de cet éclairage bien avant 1893. Il y a lieu de vérifier et corriger cette assertion.

### Juste parmi les Nations
Pendant la Seconde Guerre mondiale, les Alpes-Maritimes ont été occupées par la IVe armée italienne le 11 novembre 1942. Grâce à la sympathie des autorités italiennes, la zone d’occupation italienne est devenue un refuge pour des milliers de Juifs. Les Juifs avaient un minimum de sûreté et une résidence légale sous les autorités italiennes, qui en mars 1943 les ont transportés de la côte à l’intérieur, dans la zone de Saint-Martin-Vésubie.
La sympathie des autorités italiennes était due à l'absence d'antisémitisme de la majorité de l'armée (dont le maréchal Ugo Cavallero et le général Mario Vercellino) et à l’œuvre du banquier juif italien Angelo Donati qui habitait à Nice et les a convaincus, avec le Père Marie-Benoît, de protéger les Juifs de la persécution des Allemands.
Après l’armistice des Italiens en septembre 1943, et sous la menace directe des autorités allemandes, un millier de Juifs de Saint-Martin-Vésubie remontent la vieille route du sel vers la vallée du Gesso pour se sauver en Italie. Cet épisode apparait dans le livre Étoile errante de J. M. G. Le Clézio.

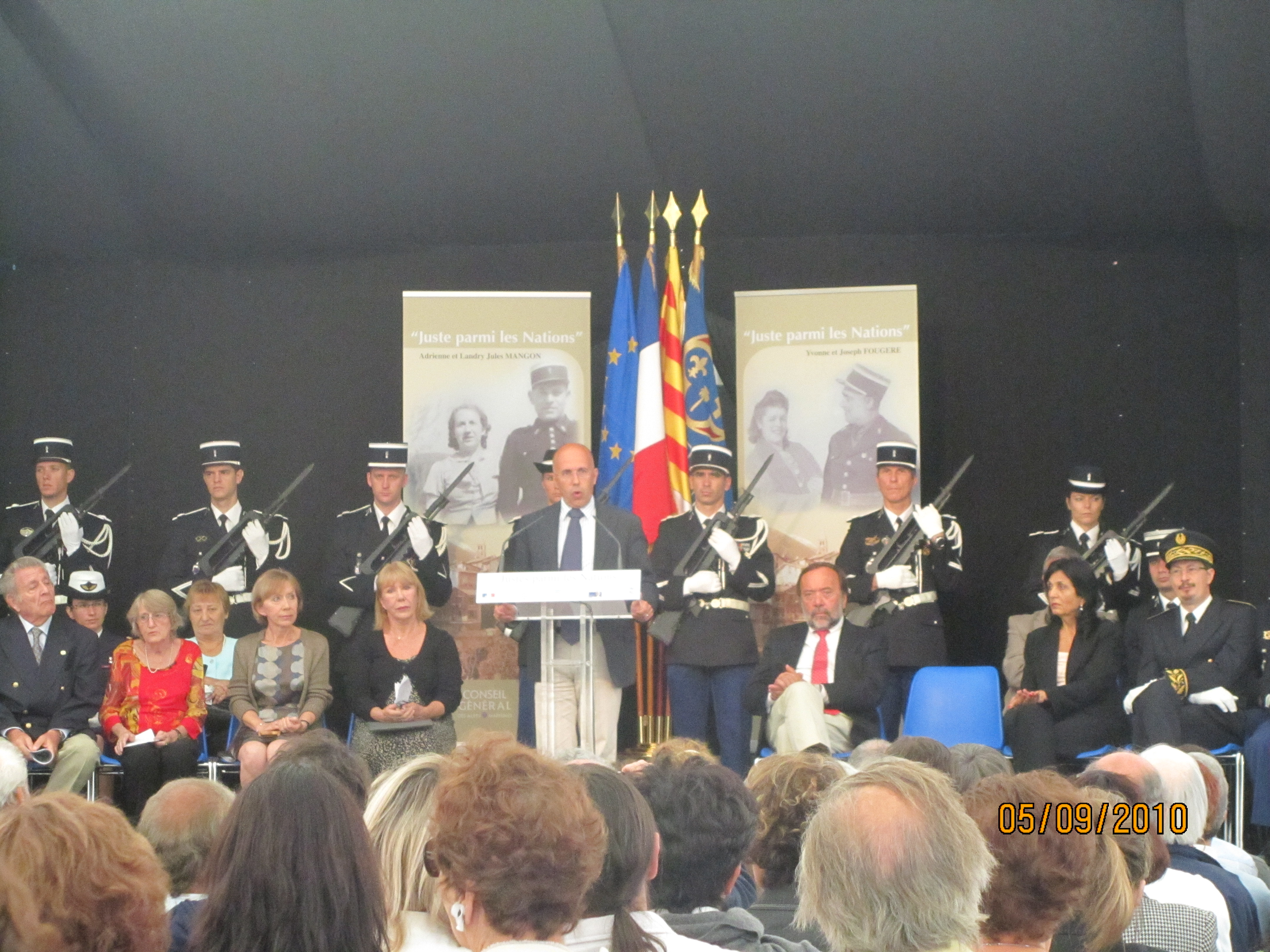
Jean-Claude Dreymann assis le premier à gauche avec sa sœur Cécile à côté de lui lors de la cérémonie.

Le commandant de la brigade de Saint-Martin-Vésubie, le maréchal des logis-chef Landry Mangon et sa femme, Adrienne Mangon, ont caché Jean-Claude Dreymann, un petit enfant de quinze mois ; un autre gendarme de la brigade, Joseph Fougère et sa femme, Yvonne Fougère, ont caché, de leur côté, sa sœur aînée, Cécile, âgée de cinq ans, en la faisant passer pour leur propre fille.
Les deux enfants restèrent cachés dans la gendarmerie pendant plusieurs mois ; leur mère, enceinte de huit mois, a pu ainsi échapper avec sa famille à la rafle du 8 septembre 1943.
Les deux gendarmes et leurs épouses ont reçu, à titre posthume, le titre de « Justes parmi les nations » au cours d'une cérémonie qui s'est déroulée à Saint-Martin-Vésubie le 5 septembre 2010.
La plupart des fugitifs en Italie sont arrêtés, internés au camp de concentration de Borgo San Dalmazzo et déportés à Auschwitz par Nice, Drancy et les convois 64, 65 et 66.
Le 25 septembre 2016, la ville est à son tour reconnue commune membre des Villes et Villages des Justes de France. À cette occasion, Pierre-François Veil, président du comité français pour Yad Vashem, a inauguré une stèle en hommage aux Justes et aux juifs de la commune déportés en 1943, aux côtés d'Éric Ciotti, député de la 1re circonscription des Alpes-Maritimes.

### Tempête d'octobre 2020
Le 2 octobre 2020, lors de la tempête Alex, le torrent Boréon et les rivières Vésubie et Tinée montent de 7 à 8 mètres au-dessus des niveaux habituels, ce qui provoque de nombreux dégâts matériels à Saint-Martin-Vésubie, dont l'effondrement du pont Maïssa qui franchissait le Boréon, l'emportement de la station-service, de la caserne des pompiers, d’une partie de la zone artisanale et de la gendarmerie du village.

## Politique et administration

### Liste des maires
| Période |          | Identité             | Parti  | Qualité                                                    |
| ------- | -------- | -------------------- | ------ | ---------------------------------------------------------- |
| 1908    | 1919     | Joseph Cagnoli       |        |                                                            |
| 1919    | 1940     | Louis Fulconis       |        |                                                            |
| 1940    | 1945     | Louis Blanchard      |        | président du Comité local de Libération                    |
| 1945    | 1947     | Jacques Mario        |        |                                                            |
| 1947    | 1949     | Louis Fulconis       |        |                                                            |
| 1949    | 1953     | Marius Martin        |        |                                                            |
| 1953    | 1981     | Charles de Cacqueray |        |                                                            |
| 1981    | 1989     | Célestin Airaudi     |        |                                                            |
| 1989    | 2014     | Gaston Franco        | UMP    | député européen ; conseiller général ; conseiller régional |
| 2014    | 2020     | Henri Giuge          | UMP-LR |                                                            |
| 2020    | en cours | Ivan Mottet          | LR     |                                                            |
|         |          |                      |        |                                                            |

### Budget et fiscalité 2019
En 2019, le budget de la commune était constitué ainsi :
- total des produits de fonctionnement : 2 668 000 €, soit 1 904 € par habitant ;
- total des charges de fonctionnement : 2 269 000 €, soit 1 620 € par habitant ;
- total des ressources d'investissement : 2 140 000 €, soit 1 527 € par habitant ;
- total des emplois d'investissement : 1 947 000 €, soit 1 390 € par habitant ;
- endettement : 2 025 000 €, soit 1 445 € par habitant.

Avec les taux de fiscalité suivants :
- taxe d'habitation : 11,64 % ;
- taxe foncière sur les propriétés bâties : 13,91 % ;
- taxe foncière sur les propriétés non bâties : 15,37 % ;
- taxe additionnelle à la taxe foncière sur les propriétés non bâties : 0,00 % ;
- cotisation foncière des entreprises : 0,00 %.

Chiffres clés Revenus et pauvreté des ménages en 2017 : médiane en 2017 du revenu disponible, par unité de consommation : 20 240 €.

## Jumelage
- Entracque (Italie) depuis 2013

## Population et société

### Démographie

#### Évolution démographique
L'évolution du nombre d'habitants est connue à travers les recensements de la population effectués dans la commune depuis 1793. Pour les communes de moins de 10 000 habitants, une enquête de recensement portant sur toute la population est réalisée tous les cinq ans, les populations de référence des années intermédiaires étant quant à elles estimées par interpolation ou extrapolation. Pour la commune, le premier recensement exhaustif entrant dans le cadre du nouveau dispositif a été réalisé en 2004.

En 2022, la commune comptait 1 379 habitants, en évolution de −1,08 % par rapport à 2016 (Alpes-Maritimes : +2,85 %, France hors Mayotte : +2,11 %).
| 1793  | 1800 | 1806  | 1822  | 1838  | 1848  | 1858  | 1861  | 1866  |
| ----- | ---- | ----- | ----- | ----- | ----- | ----- | ----- | ----- |
| 1 104 | 917  | 1 218 | 1 371 | 1 691 | 1 813 | 1 798 | 2 084 | 2 037 |

| 1872  | 1876  | 1881  | 1886  | 1891  | 1896  | 1901  | 1906  | 1911  |
| ----- | ----- | ----- | ----- | ----- | ----- | ----- | ----- | ----- |
| 2 002 | 2 004 | 1 952 | 1 968 | 1 643 | 1 720 | 1 979 | 1 978 | 1 909 |

| 1921  | 1926  | 1931  | 1936  | 1946  | 1954  | 1962  | 1968  | 1975  |
| ----- | ----- | ----- | ----- | ----- | ----- | ----- | ----- | ----- |
| 1 511 | 1 515 | 1 528 | 1 533 | 1 354 | 1 115 | 1 131 | 1 047 | 1 188 |

| 1982  | 1990  | 1999  | 2004  | 2006  | 2009  | 2014  | 2019  | 2022  |
| ----- | ----- | ----- | ----- | ----- | ----- | ----- | ----- | ----- |
| 1 156 | 1 041 | 1 098 | 1 300 | 1 331 | 1 325 | 1 391 | 1 444 | 1 379 |

### Enseignement
Établissements d'enseignements :
- Écoles maternelle et primaire[53],
- Collèges à Roquebillière, Saint-Sauveur-sur-Tinée,
- Lycée à Valdeblore.

### Santé
Professionnels et établissements de santé :
- Médecins,
- Pharmacies à Saint-Martin-Vésubie, Roquebillière,
- Hôpitaux locaux dont Hôpital Saint Antoine[55].

### Cultes
- Culte catholique, Paroisse de la Vésubie[56], Diocèse de Nice

## Économie

### Entreprises et commerces

#### Agriculture
- Vacherie de La Madone de Fenestre
- Vacherie du Boréon

#### Tourisme
- Restaurants[57]
- Hôtels[58]
- Chambres et tables d'hôtes, Meublés de tourisme, Gîtes d'étape
- Campings

#### Commerces
- Commerces de proximité[59]
- La Brasserie du Comté de Nice[60]

## Culture locale et patrimoine

### Lieux et monuments
Saint-Martin-Vésubie possède un important patrimoine religieux, église paroissiale et patrimoine des confréries de pénitents noirs et blancs :
église Notre-Dame-de-l'Assomption : l'église a été construite au XIIe siècle par les Templiers et a été modifiée en 1694. Église du XVIIe siècle caractéristique du Baroque niçois. Elle possède plusieurs retables : retable du Rosaire de 1697, quatre panneaux datés de 1510 d'un retable attribué à l'école de Louis Bréa.

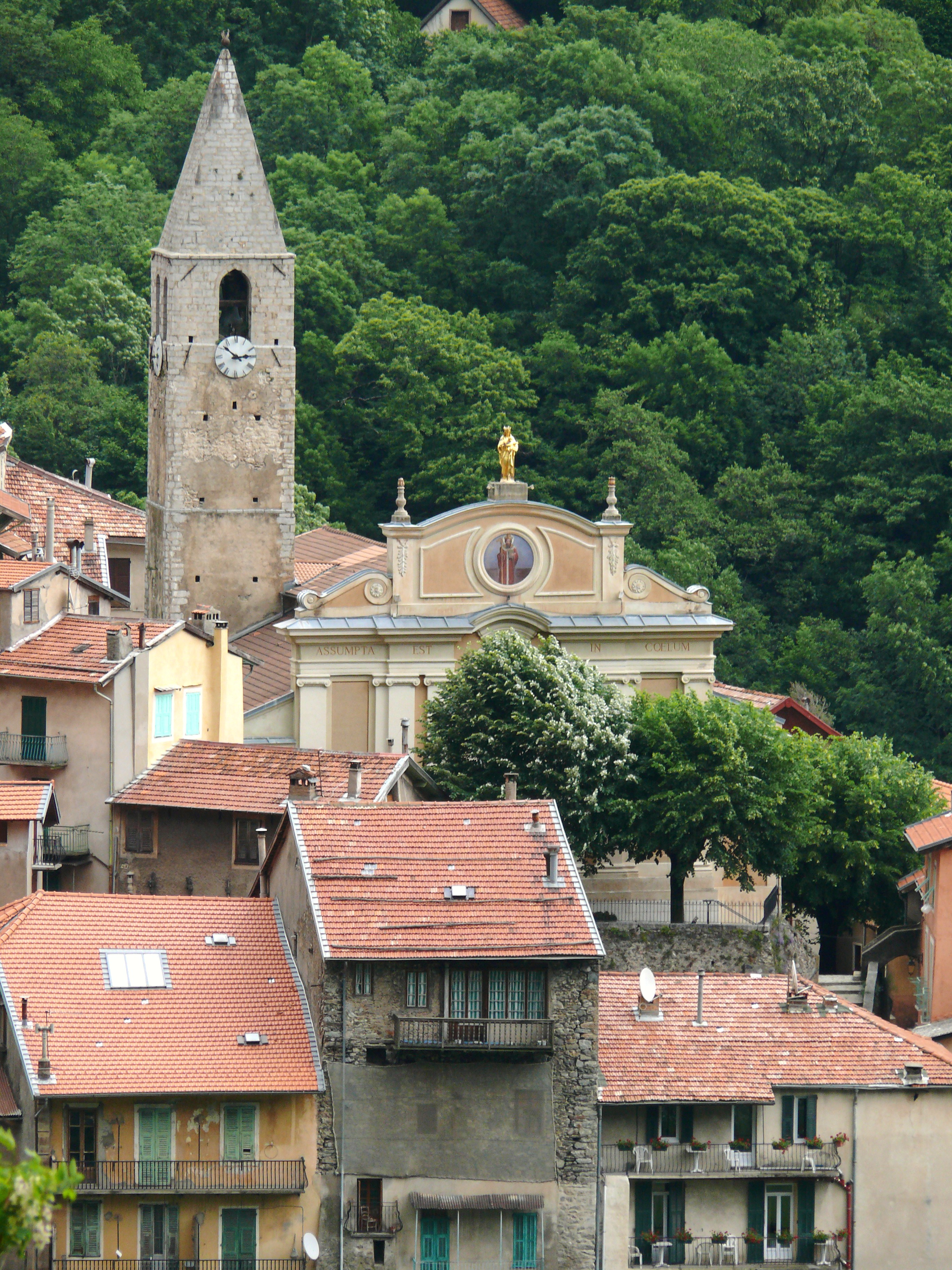
Église Notre-Dame-de-l'Assomption.
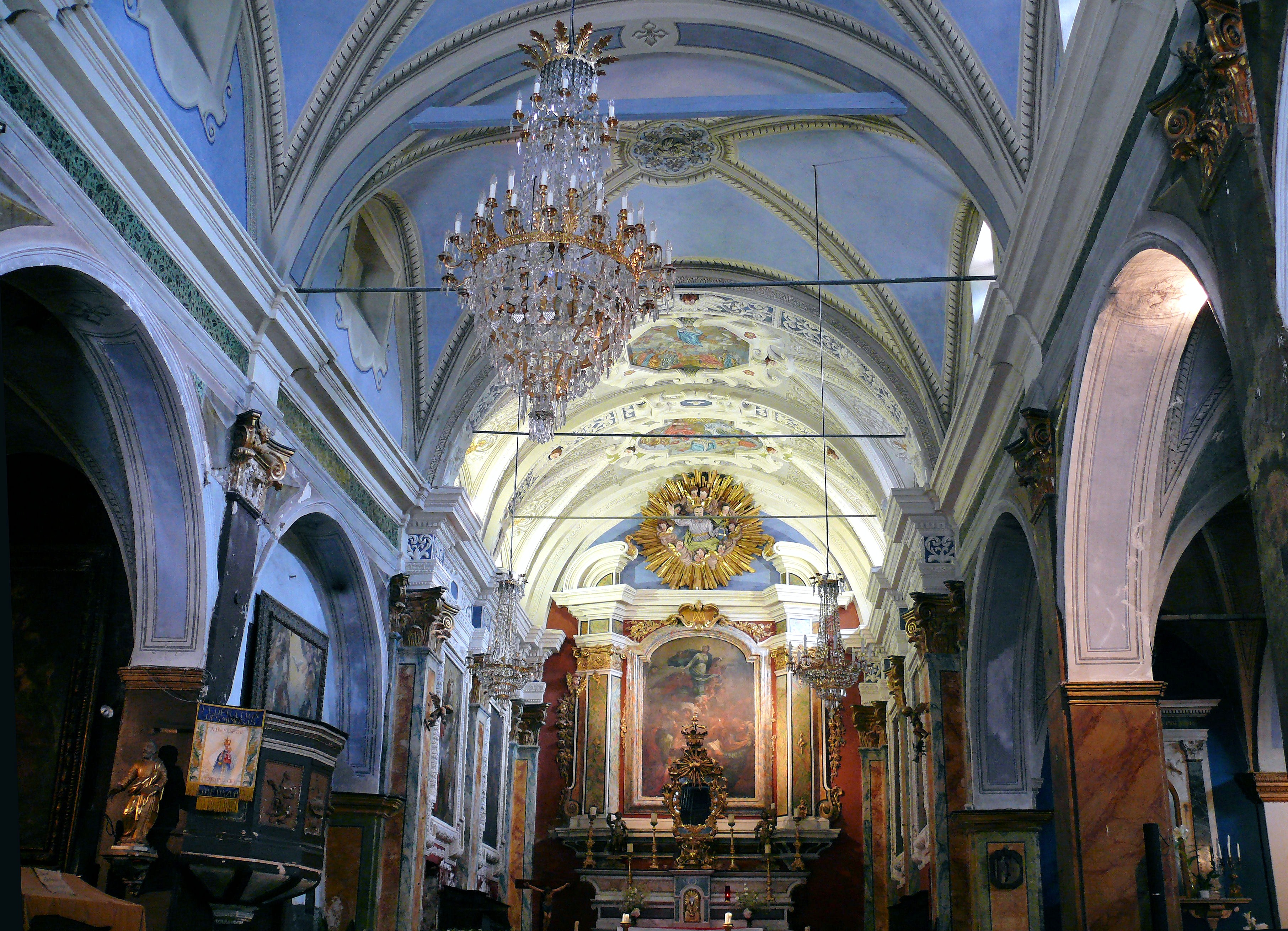
Nef.
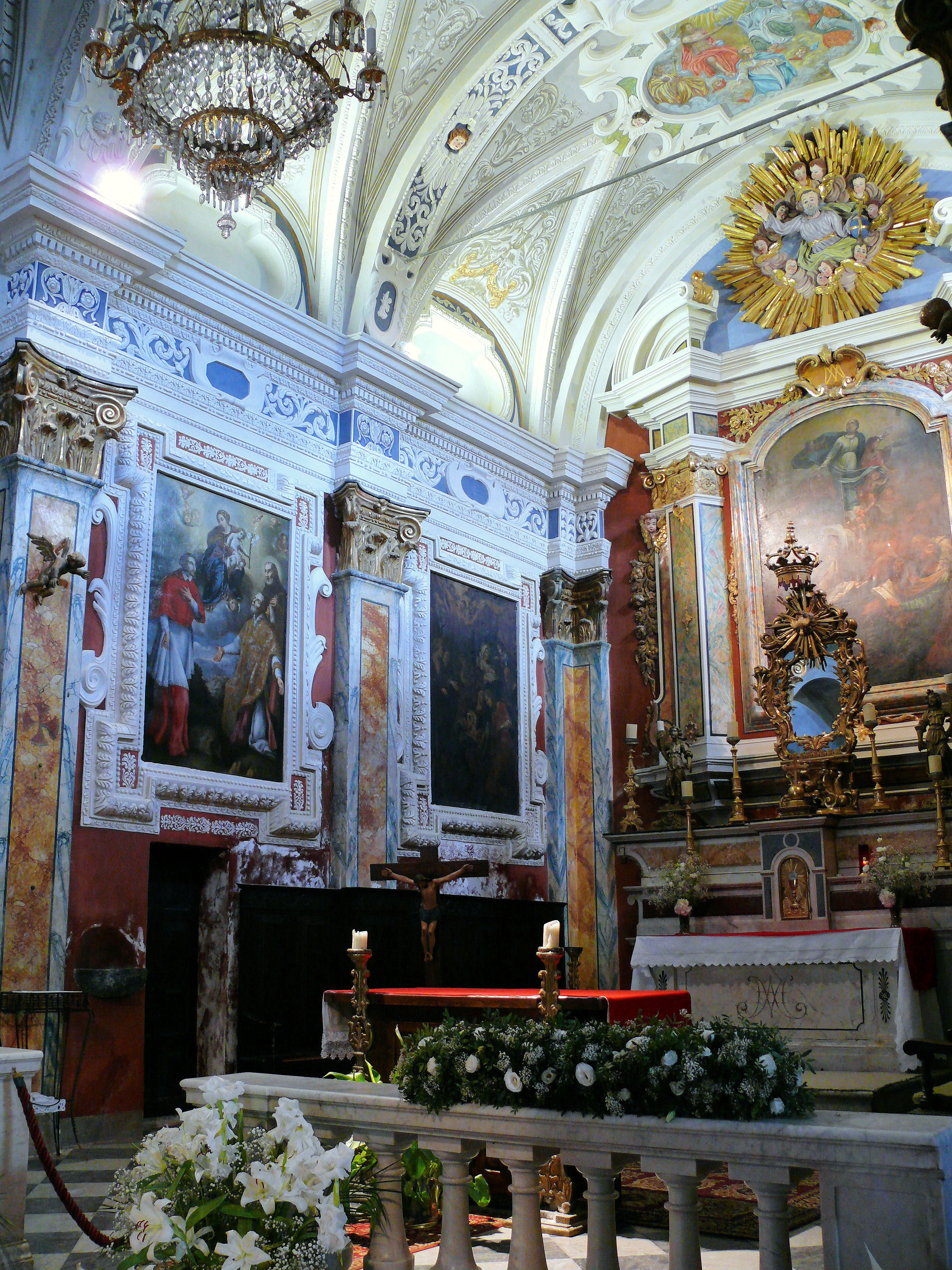
Chœur.
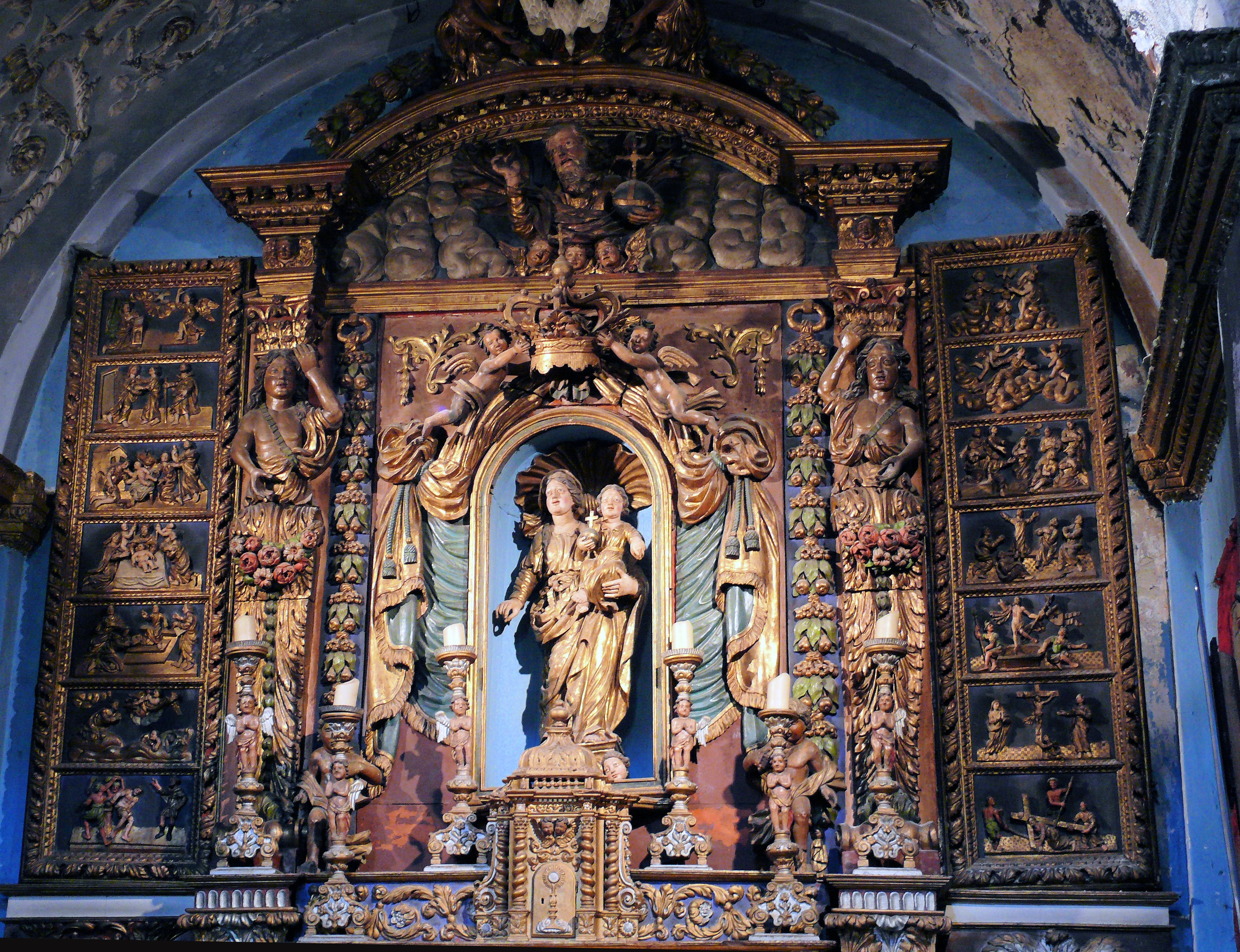
Retable du Rosaire.

chapelle des Pénitents Blancs, chapelle Sainte-Croix, datant de la fin du XVIIe siècle. Elle possède un clocher coiffé d'un bulbe. La façade est ornée de sculptures de Giovani Parini de 1847. L'église possède une belle décoration baroque du XVIIe siècle, grand maître-autel et peintures sur les murs.

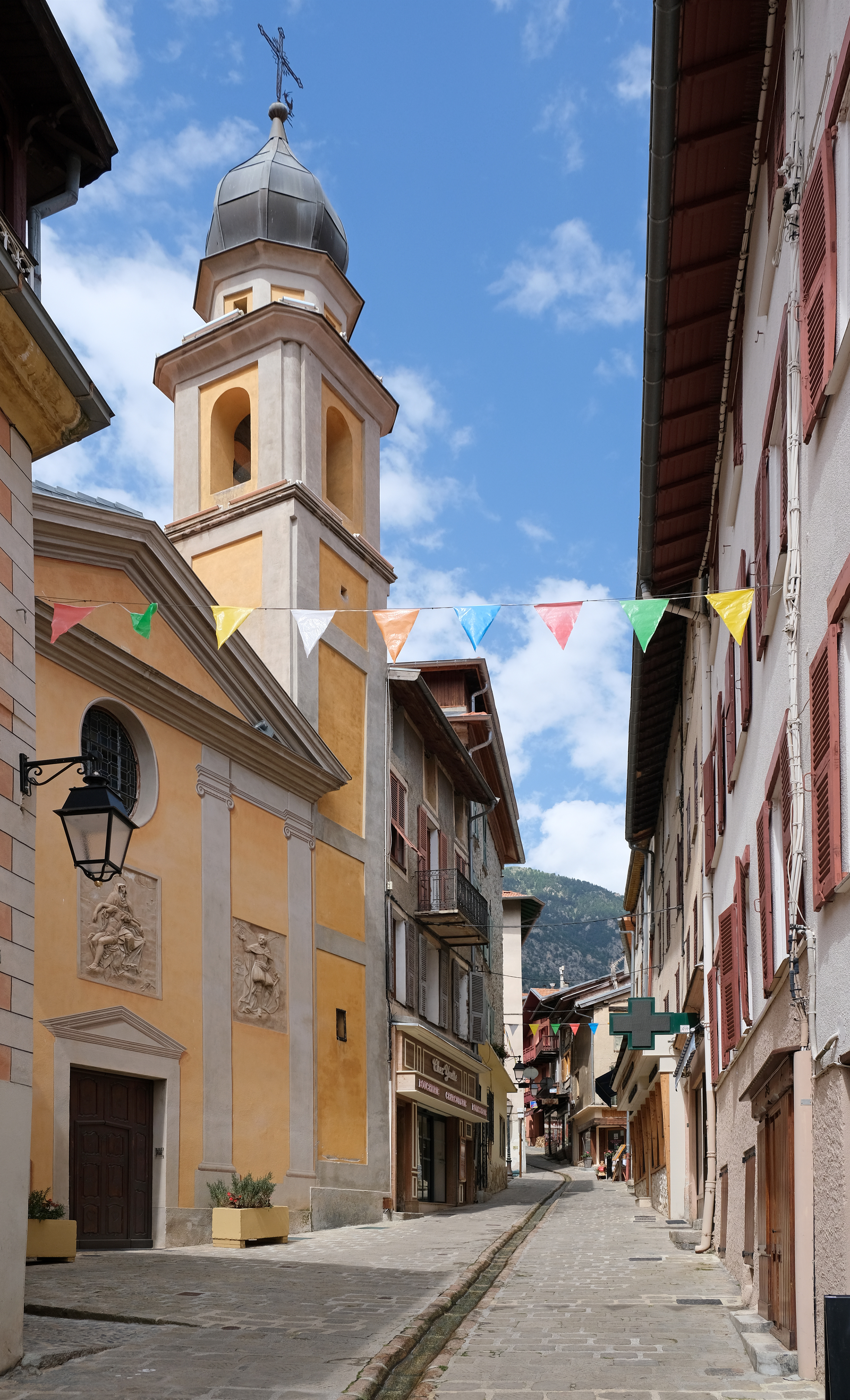
Façade de la chapelle des Pénitents Blancs.
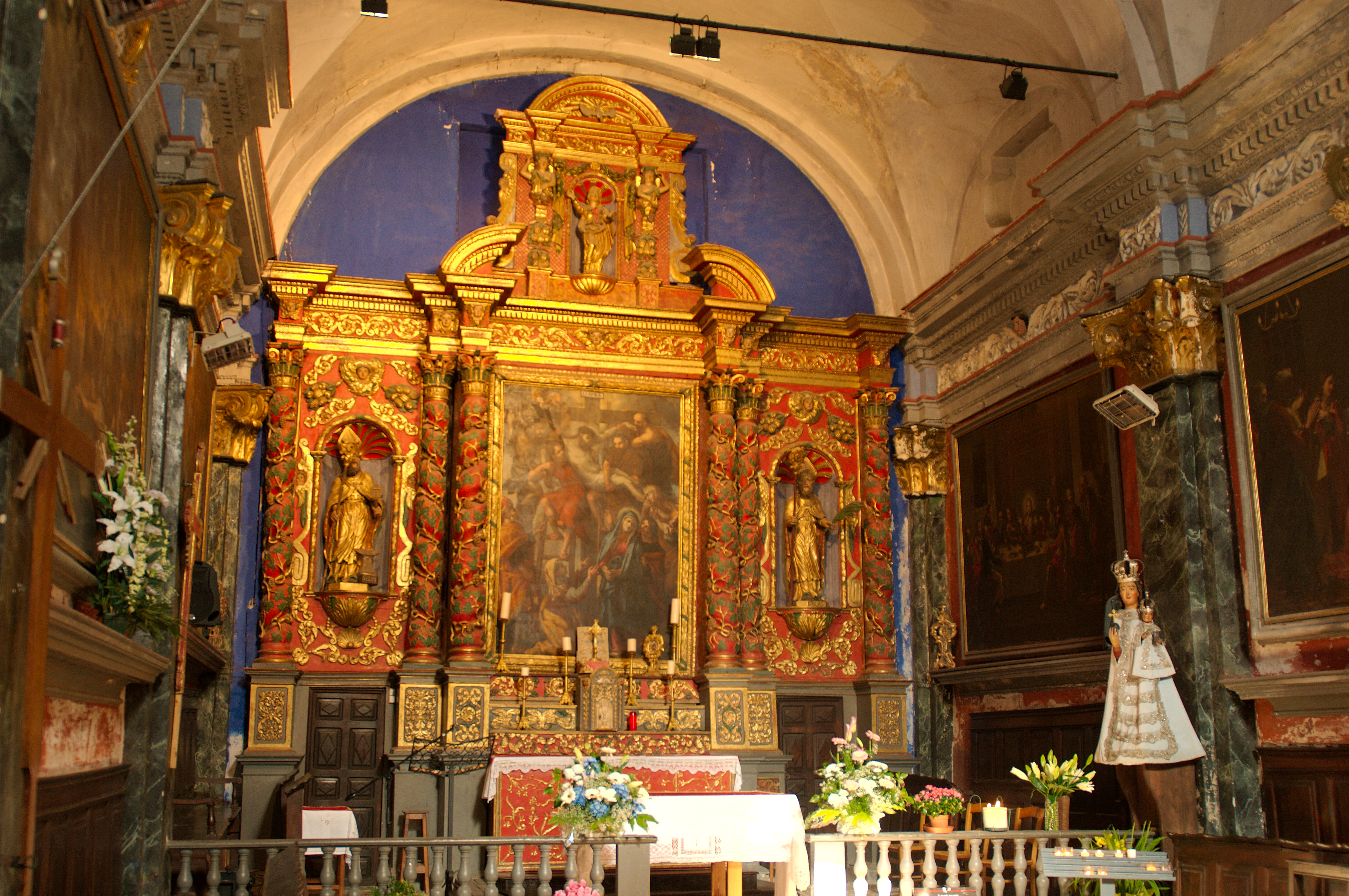
Autel de la chapelle des Pénitents Blancs.
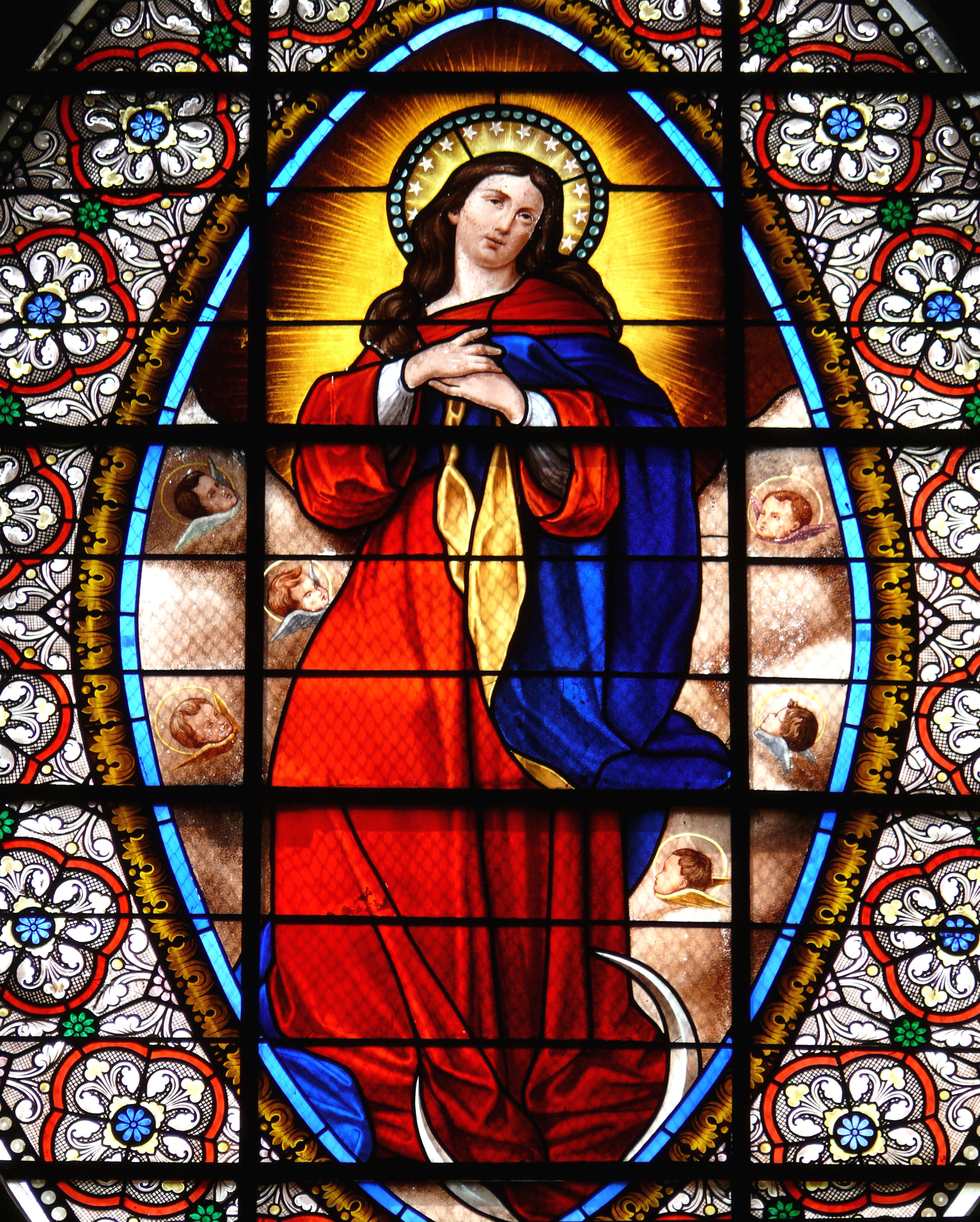
Élise Notre-Dame-de-l'Assomption : vitrail.

chapelle des Pénitents Noirs, chapelle Notre-Dame-de-la-Miséricorde. La chapelle a été construite au XVe siècle. Après l'incendie de 1470, elle a remplacé l'église paroissiale, le temps de la reconstruire. Le maître-autel a la forme d'un tabernacle couronné par deux anges dominé par un « martyre de saint Jean-Baptiste » sous le regard d'une Vierge étoilée de l'Assomption. Plusieurs tableaux sont installés sur les murs de la chapelle : une « Sainte Famille », « Le Christ au Temple », « Saint Pierre et saint Lazare », « La Madone de Fenestre » datée de 1655. La décoration date du XVIIe siècle.
Autres chapelles et anciennes chapelles :
Chapelle Saints Sébastien et Roch,
Chapelle de la Trinité,
Chapelle Saint-Nicolas d'Anduébis,
Chapelle Saint Jean,
Chapelle Saint Antoine,
Chapelle Saint Grat,
Chapelle Saint Bernard de Nantelle.

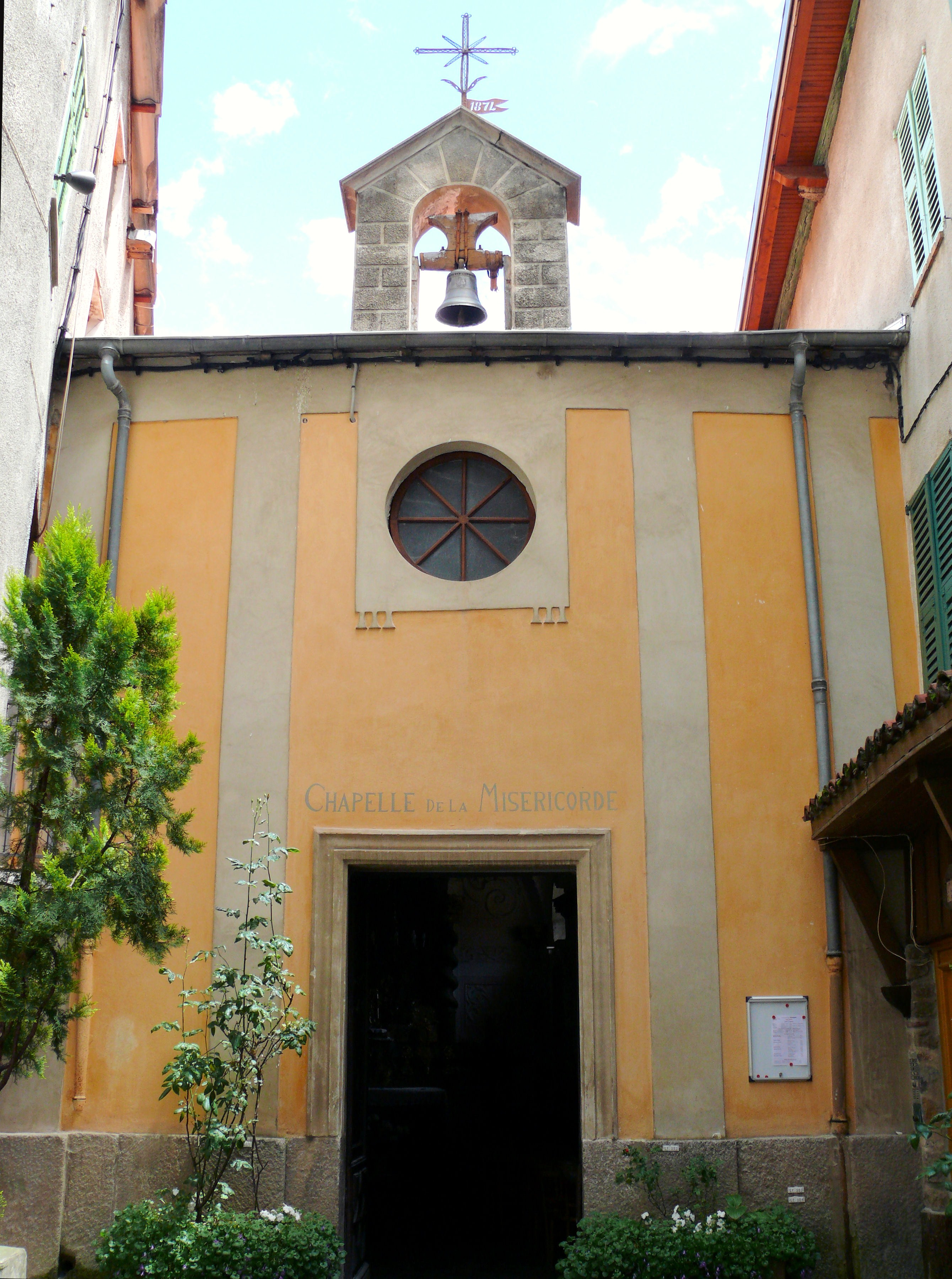
Chapelle de la Miséricorde.
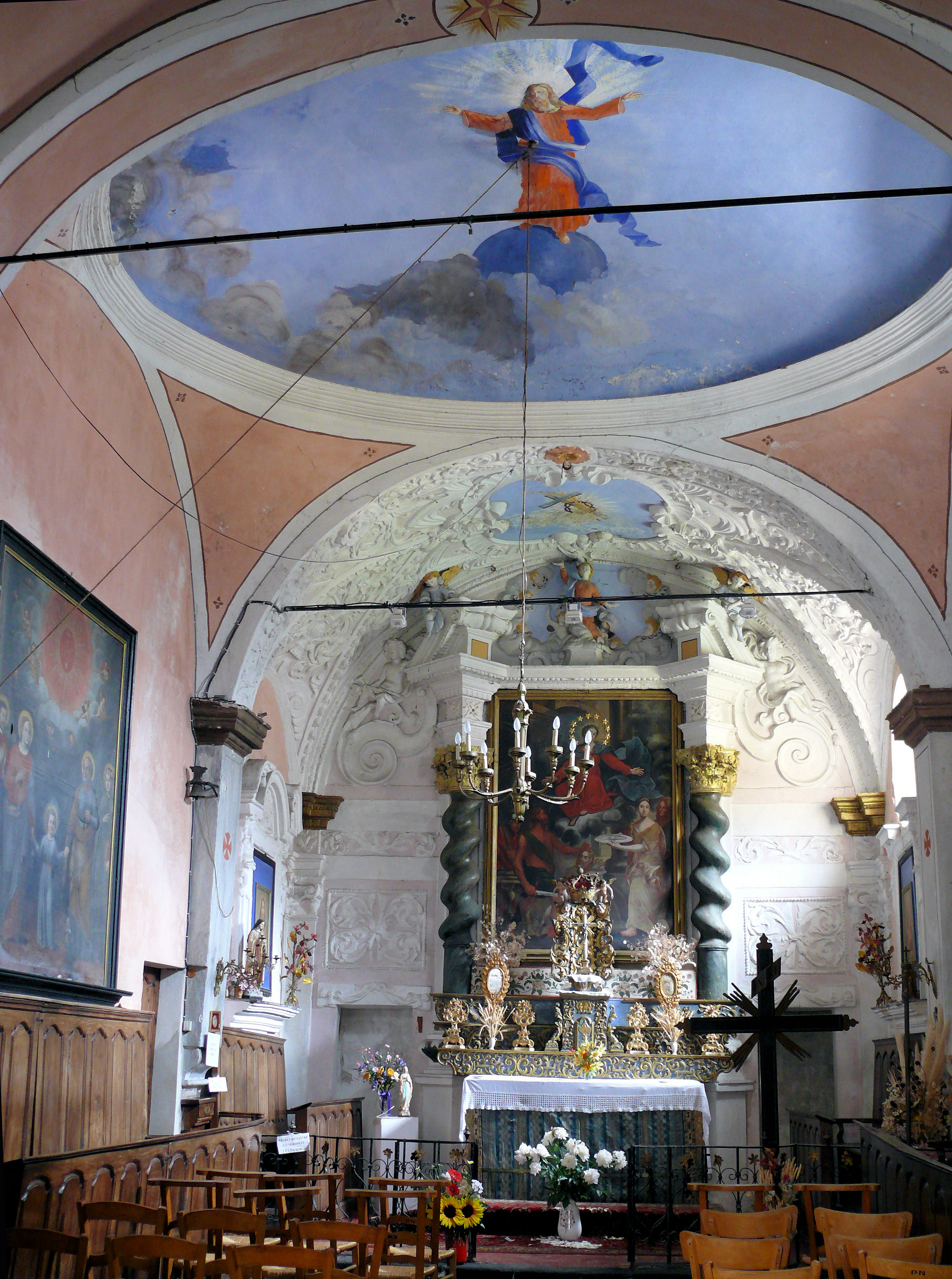
Chapelle de la Miséricorde.
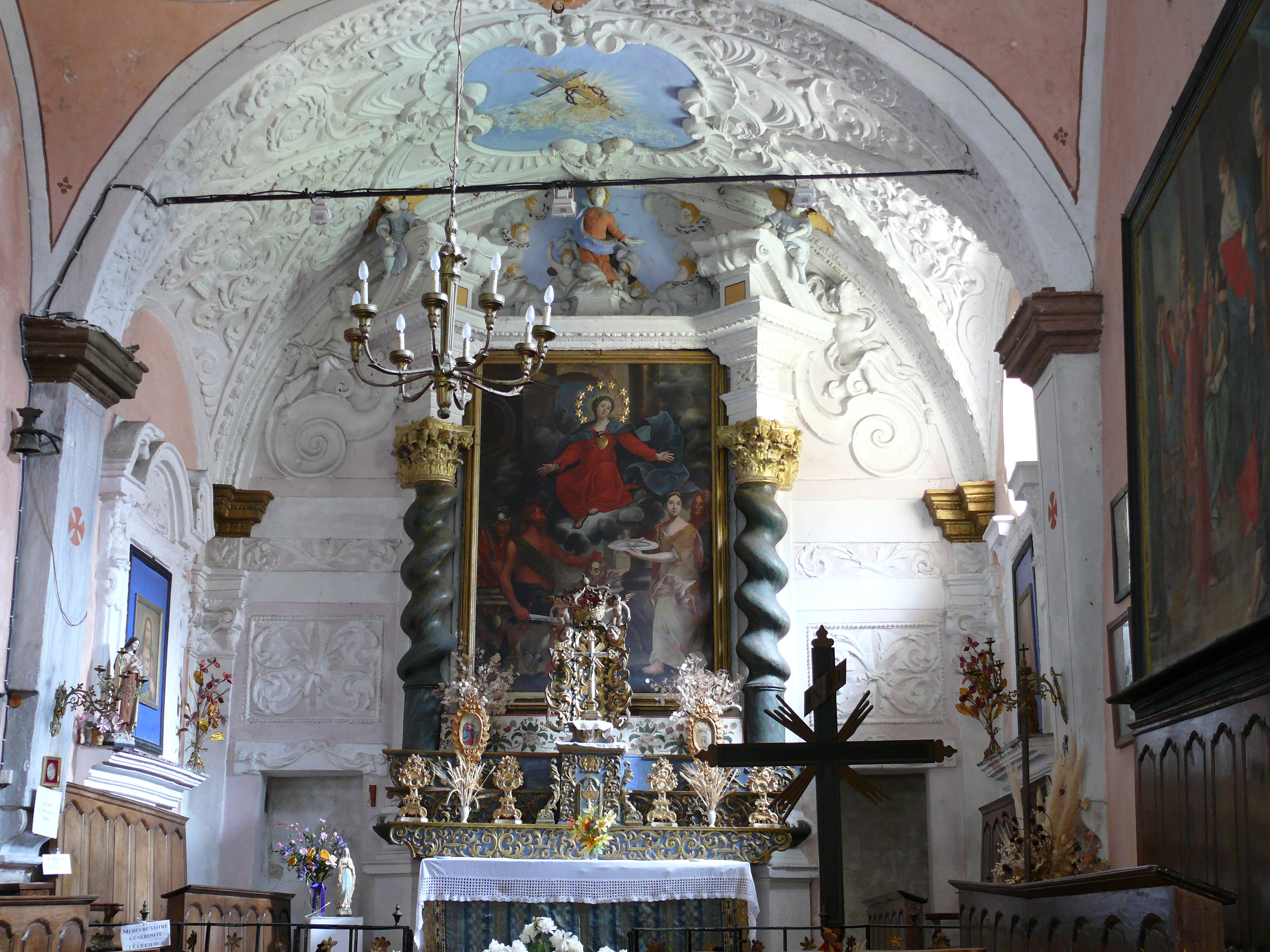
Chapelle de la Miséricorde.

Prieuré de Saint-Nicolas-d'Andobio : il subsiste des ruines de ce prieuré - abside sous cul-de-four - près de l'embranchement de la route vers Venanson. C'est un ancien prieuré bénédictin dépendant de l'abbaye de Saint-Dalmas-de-Pedona. Il est cité en 1067. Il est confirmé dans la liste des possessions de cette abbaye par le pape Innocent IV en 1246.
Monuments commémoratifs :
Monument commémoratif de l'Exode Biblique des Juifs de Saint-Martin,.
Monument aux Morts.
Plaque commémorative du 3e R.I.A. F.F.I.
Stèle commémorative Roger Maccario.
Autres éléments de patrimoines :
Château Gubernatis ou palais Gubernatis.
Villa Marion ou Les Cèdres.
Palais Raiberti.
Ouvrage d'infanterie du secteur fortifié frontalier dit ouvrage intermédiaire du Col du Fort.
La ville possède des vestiges de ses remparts du XIVe siècle. Des quatre portes que possédait la ville, il ne subsiste que la porte Sainte-Anne. L'église et les bâtiments claustraux avaient été rebâtis en 1439. Avant la Seconde Guerre mondiale, les processions pour la Madone de Fenestre se formaient devant ce bâtiment.
Plaques de rues :
Plaque de rue, rue Jean Martin.
Plaque de rue Louis Maïssa.
Plaque de rue Jacques Barraja.
Moulin transformé en Musée du Patrimoine.

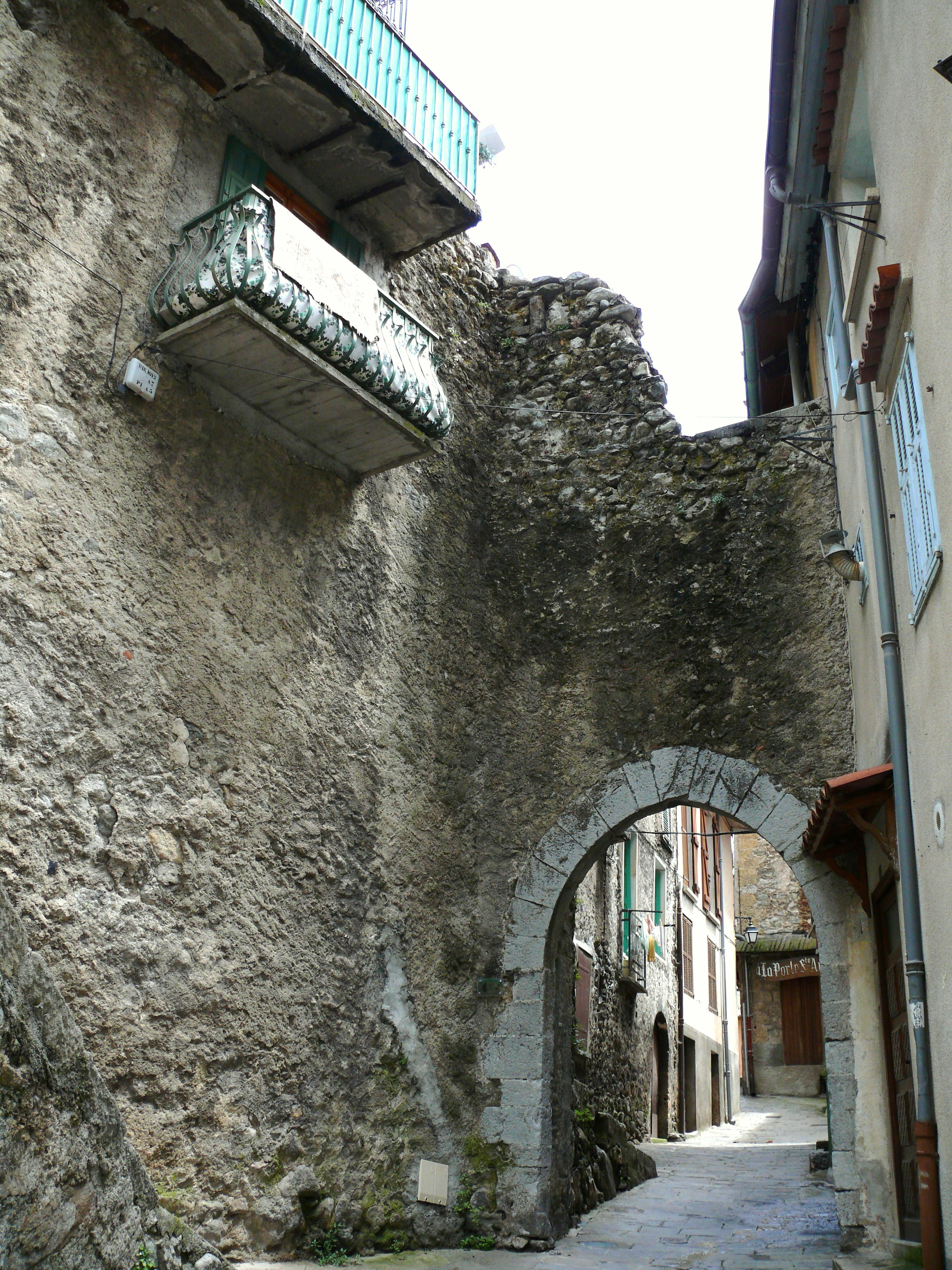
Porte Sainte-Anne.
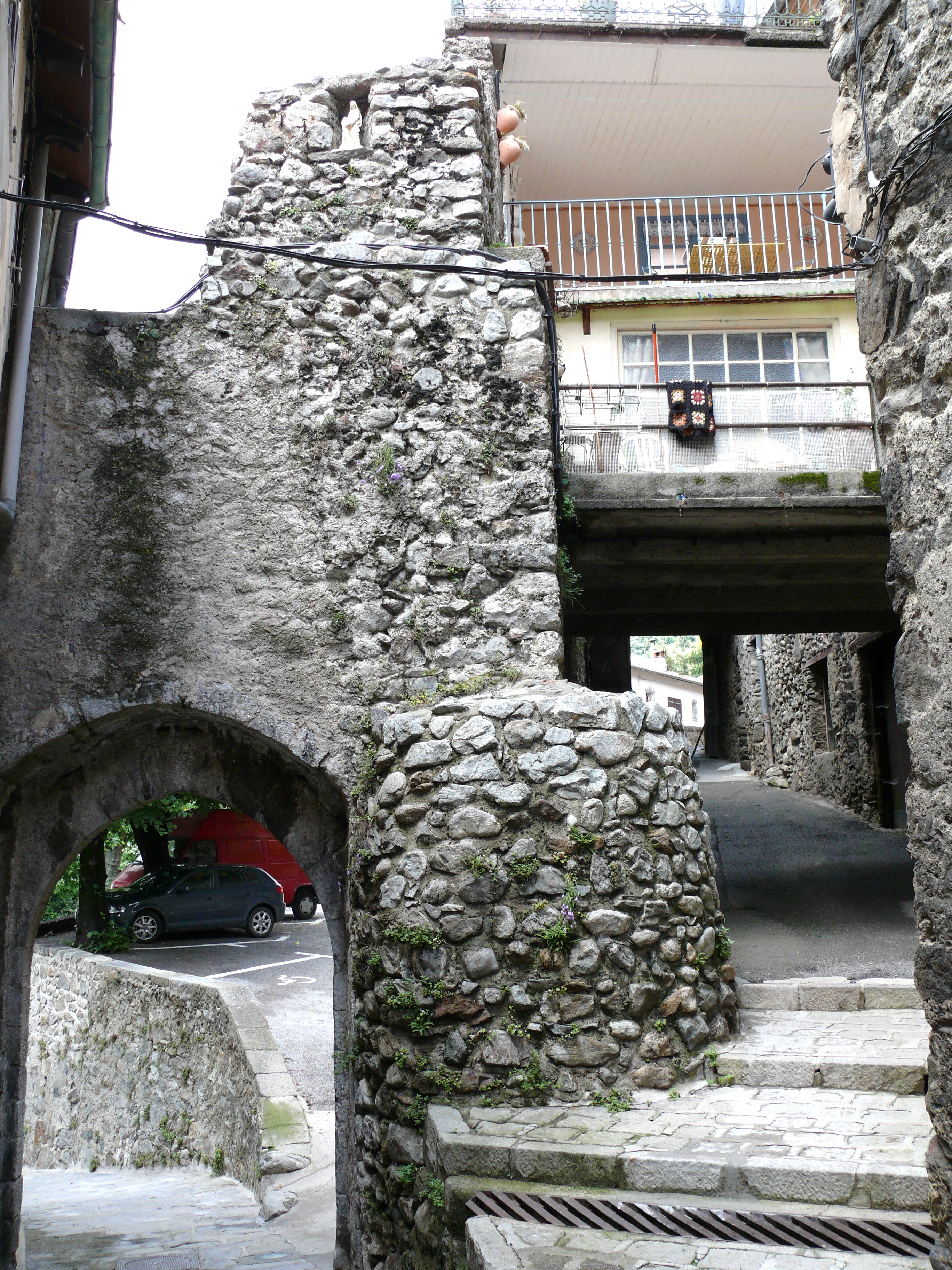
Porte Sainte-Anne côté vieille ville.
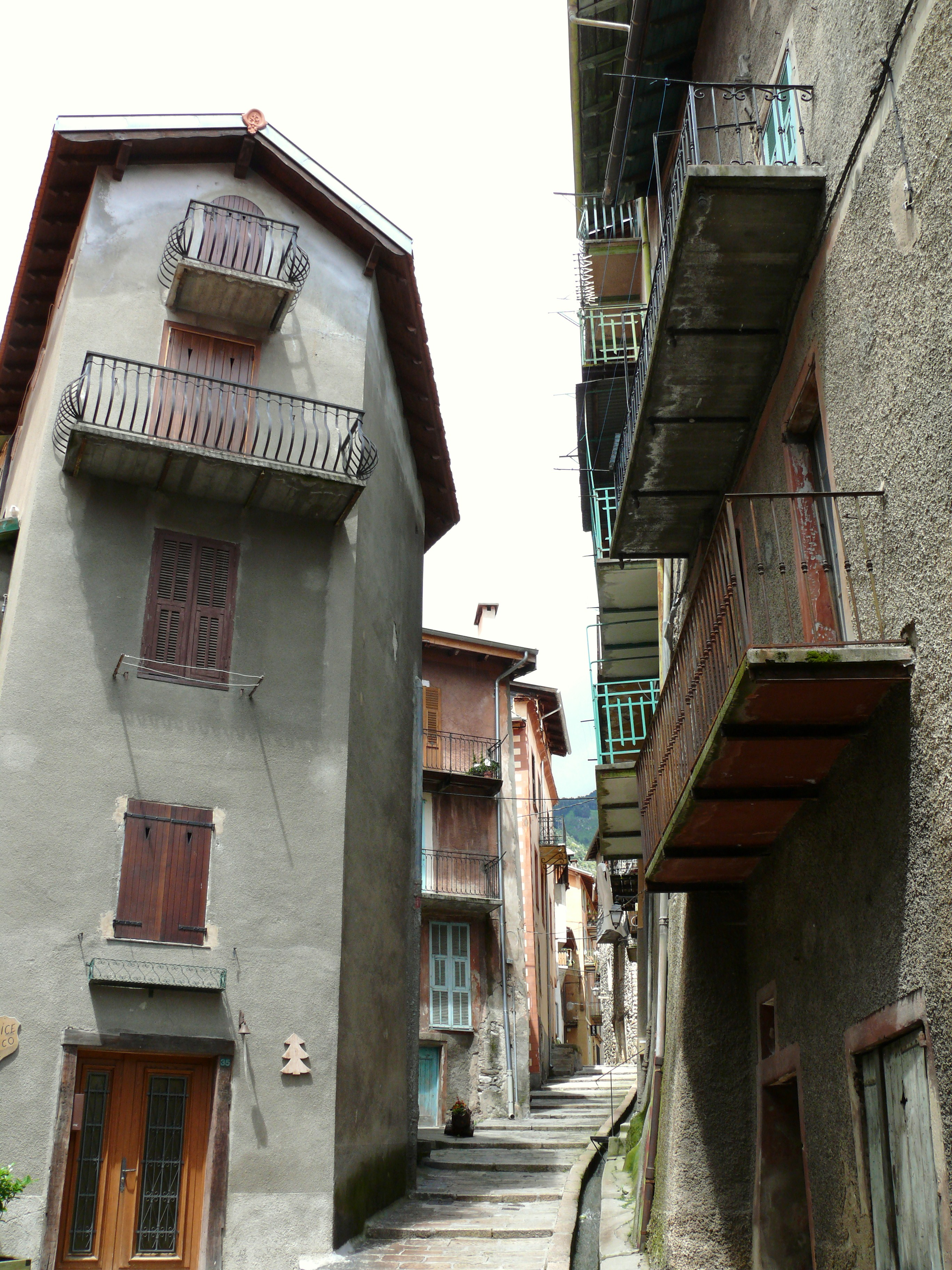
Rue du Docteur-Cagnoli.
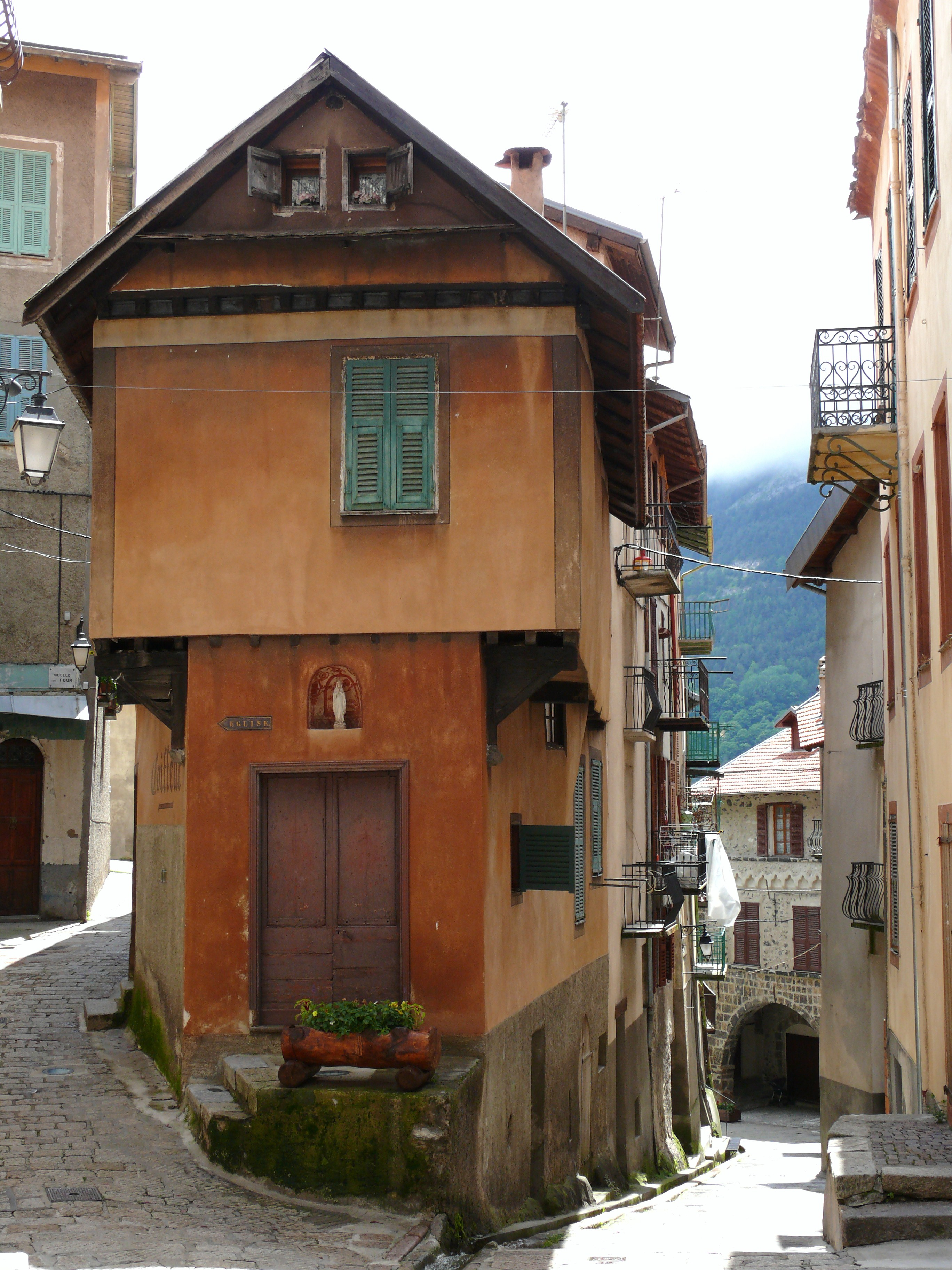
Maison du coiffeur[83] rue du Docteur-Cagnoli et en arrière-plan, la maison des comtes de Gubernatis.

La rue du Docteur-Cagnoli, voie étroite et en forte pente, a la particularité d'avoir un caniveau au milieu. Elle est bordée de maisons anciennes, comme la maison du coiffeur et la maison des comtes de Gubernatis datant du XVIe siècle.
L'aménagement de la ville en station d'agrément à la fin du XIXe siècle a vu la construction de villas de la Belle Époque permet au visiteur de découvrir agréablement le pays. L'hôtel de ville, et la place Félix-Faure datent de 1863.

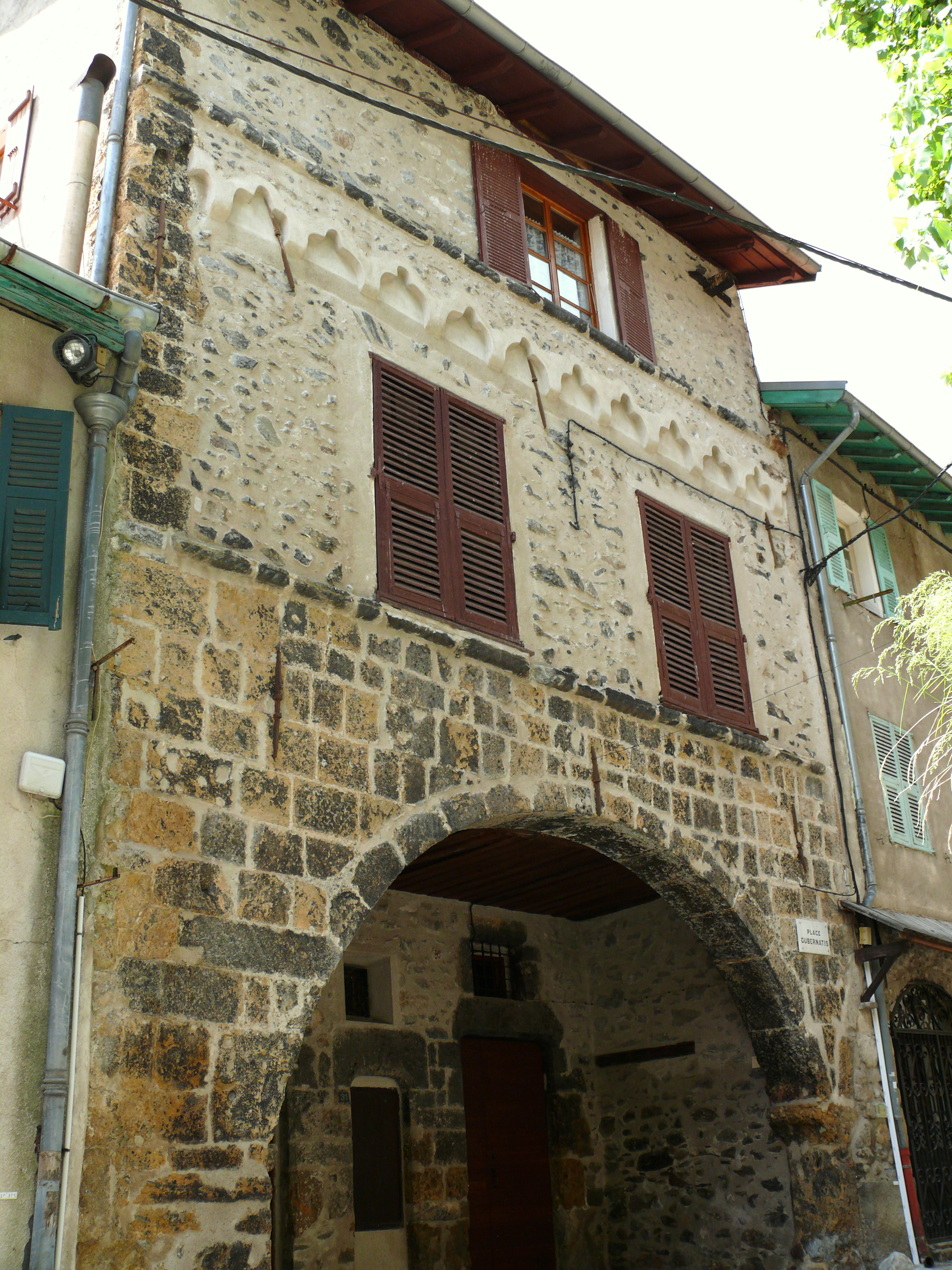
Maison des comtes de Gubernatis.
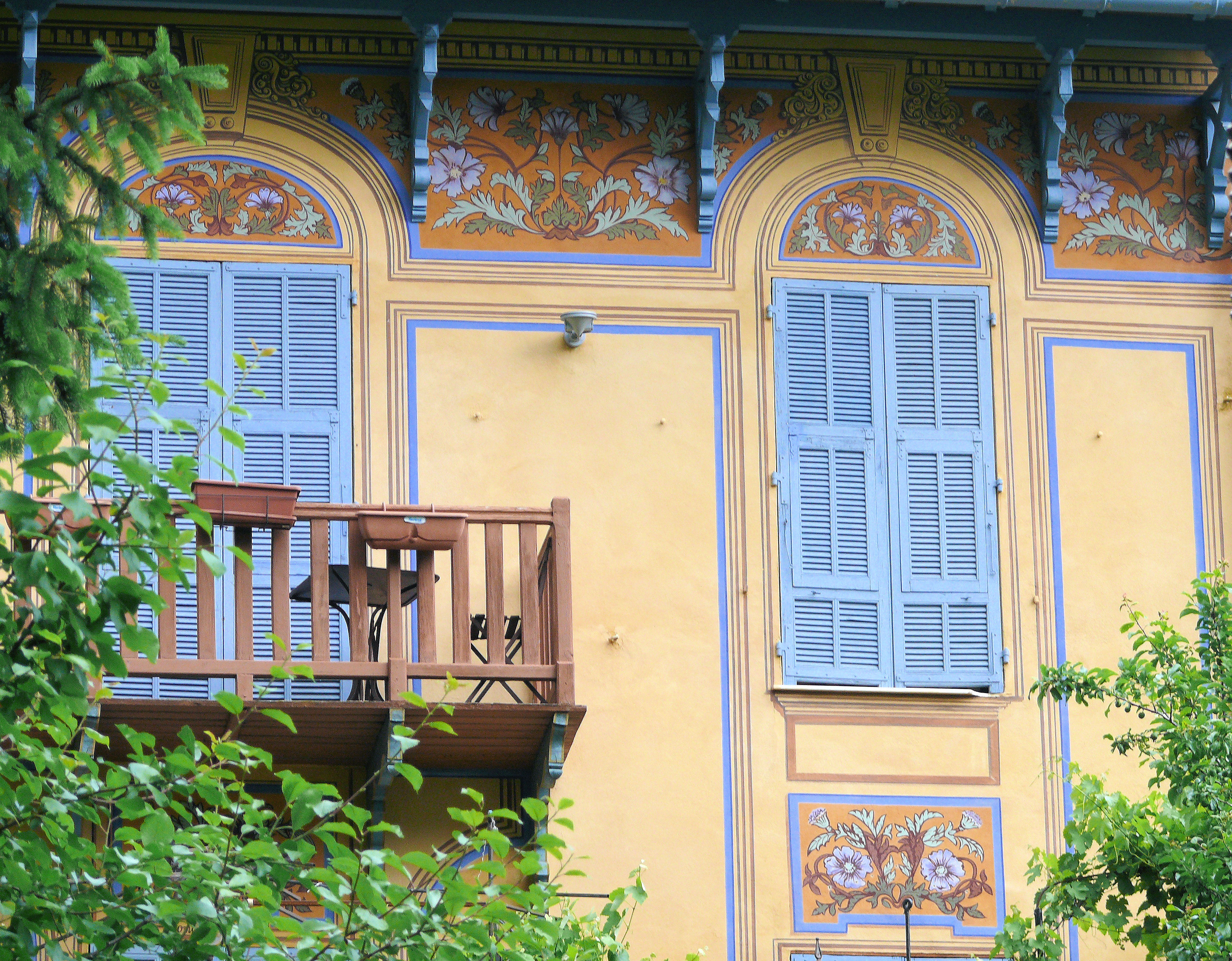
Décor d'une villa.
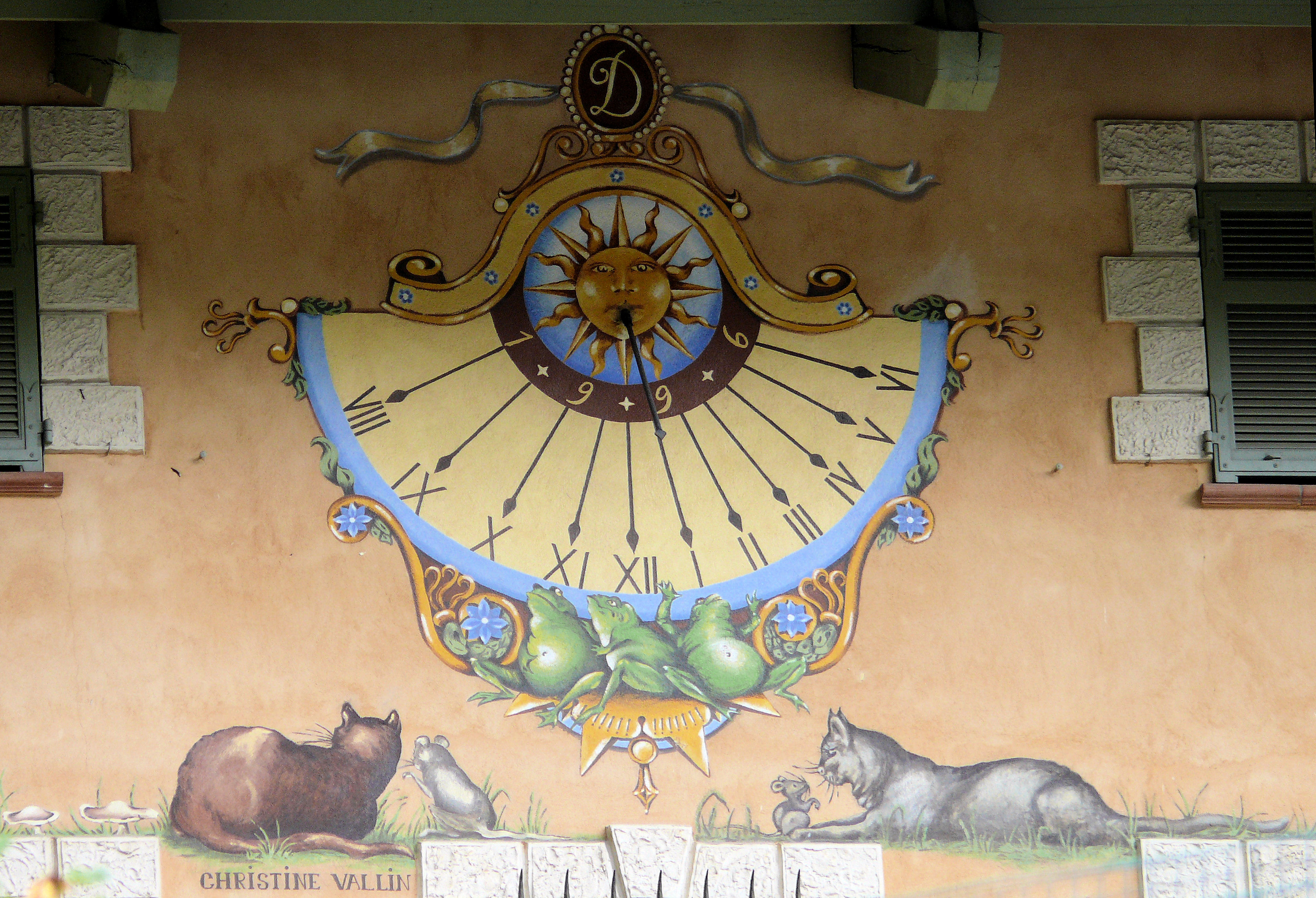
Décor d'une villa.
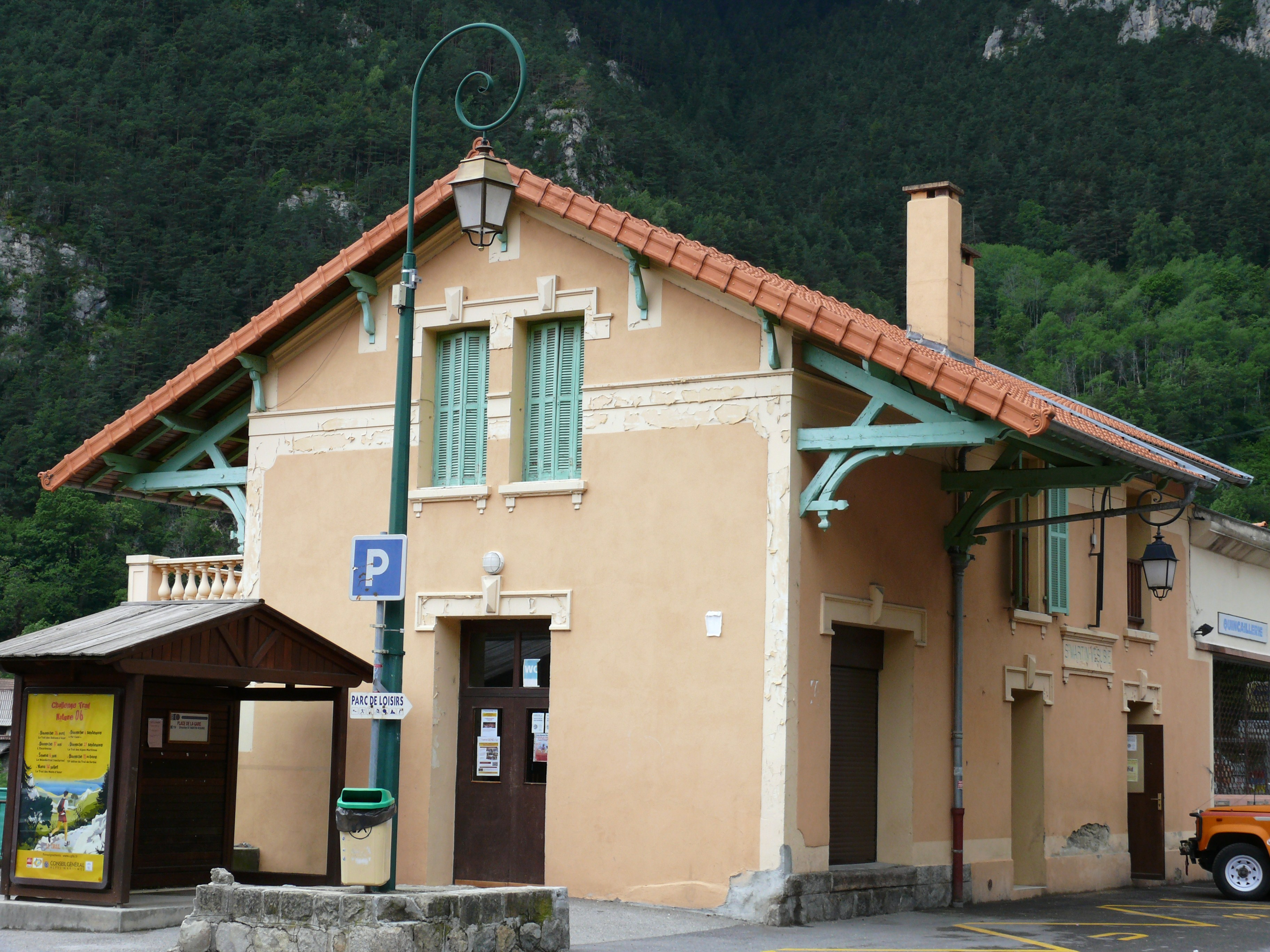
Ancienne gare[87] du tramway de la Vésubie.

Deuxième village électrifié de France (1893), Saint-Martin-Vésubie a conservé son usine électrique dans les locaux du Musée des traditions vésubiennes, où se trouvent également les anciens moulins communaux (XVe siècle). Tous les aspects du patrimoine de la Vésubie y sont présentés sur 400 m2 d'exposition. Lors de la tempête Alex de 2020, le musée est détruit, les 3000 objets archéologiques et historiques de la réserve étant entraînés dans la rivière ; seule la partie du musée située dans les moulins édifiés en 1490 a été épargnée.

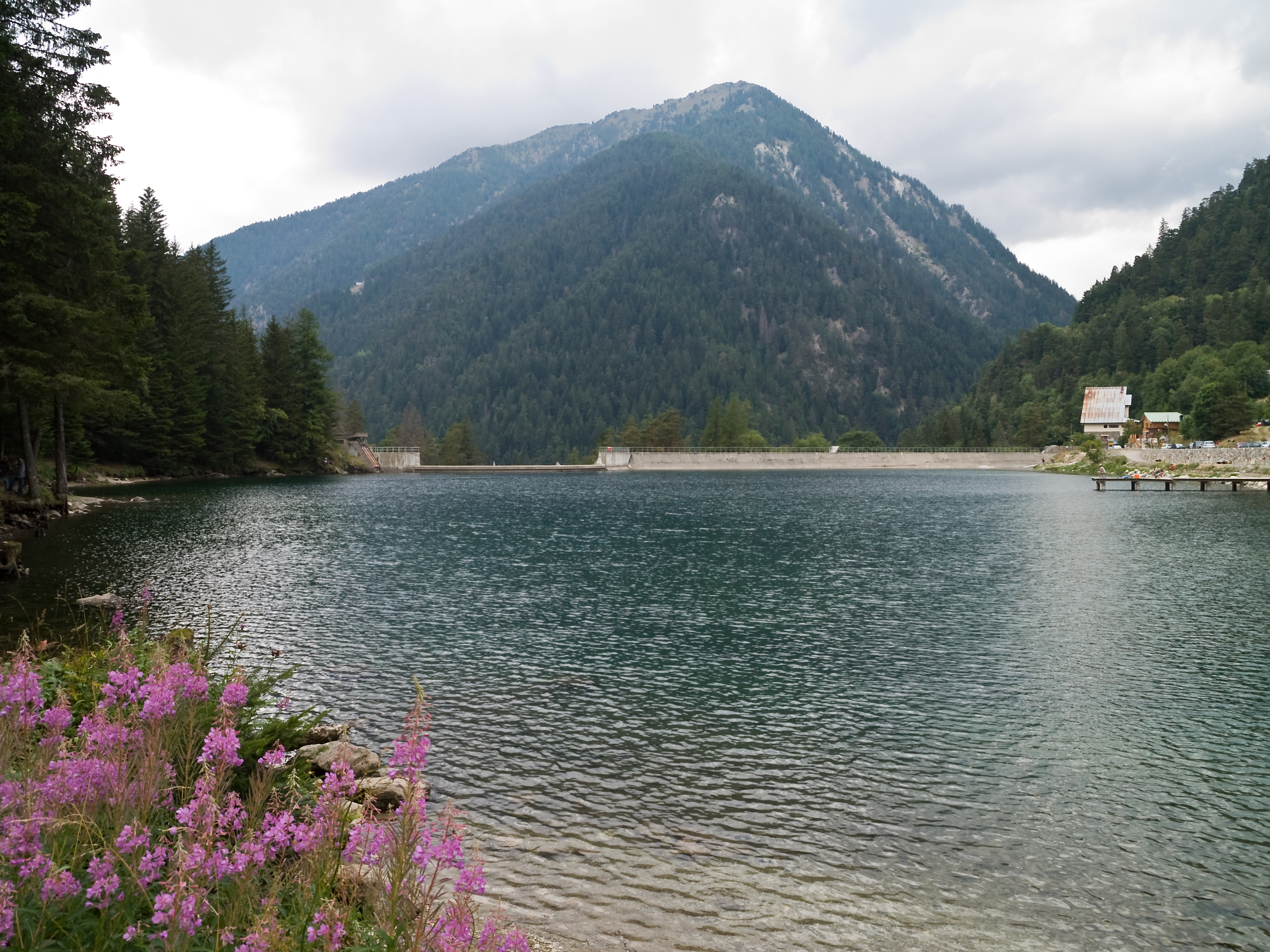
Le lac de barrage du Boréon.

Le sanctuaire de la Madone de Fenestre se trouve au pied du col de Fenestre (2 474 m). Site exceptionnel (1 950 mètres), au cœur du Parc national du Mercantour, il permet des randonnées jusqu'en Italie (1 heure de marche). Le sanctuaire est un ancien prieuré bénédictin situé sur une ancienne voie romaine, il est devenu une commanderie des templiers et donné à l'Église au XVIe siècle. Après plusieurs incendies, la restauration du sanctuaire date du XIXe siècle. L'intérieur est de style baroque.
Le Boréon, autour de son lac (1 500 mètres), offre également une grande variété de randonnées, jusqu'au col de Cerise (Ciriegia, 2 543 m) sur la frontière italienne (2 heures 30 de marche). Depuis peu, le Centre Alpha présente une scénovision inédite sur le loup, dont on peut guetter les meutes dans le scénoparc adjacent.
De Saint-Martin-Vésubie peuvent être visités les villages alentour de Venanson (avec sa chapelle médiévale peinte), de Valdeblore (son église de l'an mil), de Belvédère (haut lieu festif du comté de Nice) et de Roquebillière (son église des Templiers).

### Films tournés à Saint-Martin-Vésubie
- 1956 : Le Cas du docteur Laurent de Jean-Paul Le Chanois avec Jean Gabin, premier long métrage exposant les méthodes de l'accouchement sans douleur
- 1958 : La Vie à deux de Clément Duhour
- 2011 : Au Soldat Inconnu, les enfants de la Résistance, de Thomas Lemoine

## Héraldique
| Blason de Saint-Martin-Vésubie | Blason  | Parti : au 1er de gueules à la barre cousue de sinople chargée de trois étoiles de six rais d'or, au 2e d'azur à la montagne de deux pics d'or chargée de sapins de sinople sans nombre. |
| Blason de Saint-Martin-Vésubie | Détails | Le statut officiel du blason reste à déterminer. |
| Blason de Saint-Martin-Vésubie | Alias   | D’argent à la fleur de lys florencée d’azur soutenue d’une jumelle ondée du même, au mantel aussi d’azur chargé de trois étoiles d’or mal ordonnées.                                     |

## Personnalités liées à la commune
- La famille de Gubernatis[92] faisait le commerce du sel. C'est la raison de son établissement sur les deux villes importantes de la route du sel reliant le Piémont à Nice, Saint-Martin-Lantosque et Sospel. Parmi ses membres éminents, on peut retenir :
  - Nicolas de Gubernatis. Il était considéré au XVe siècle comme le marchand le plus riche de Saint-Martin,
  - Jean Jérôme Marcel de Gubernatis[93]. Il était né à Sospel en 1633, fils de Donat de Gubernatis et d'Anne-Marie Vivaldi. La richesse de sa famille lui permit de faire des études de jurisprudence à Bologne et devint docteur ès lois, littérateur et jurisconsulte. Il fut membre de l'académie d'Arcadie. Il devient podestat, ou juge ordinaire, de Nice en 1655. En 1656, il se marie avec Lucrèce Marie de Vintimille. En 1661, il est nommé sénateur au Sénat de Nice. Il devient chevalier de justice de l'ordre des Saints-Maurice-et-Lazare en 1674. Puis il est président du Sénat de Nice en 1682. Il poursuit sa carrière en étant nommé ambassadeur du duc de Savoie Victor-Amédée II auprès des cours de Lisbonne, Madrid et Londres. En récompense de ses mérites, le duc de Savoie lui donna le fief de Saint-Martin-Lantosque en 1684. Mais, devant les protestations des habitants de Saint-Martin, le fief lui fut retiré au bout de sept mois. Il est fait la même année Commandeur de Saint-Gervais de Sospel. Mais le duc de Savoie le gratifia en le faisant comte de Bonson et l'investiture est célébrée en 1688. Il est nommé grand chancelier de Savoie le 30 janvier 1713. Il meurt le 5 octobre 1713 en ayant réussi à entrer dans le monde de la noblesse niçoise.
- Les géants Ugo, deux frères de taille exceptionnelle
- Eugène Freyssinet décède dans la commune
- Éric Ciotti, conseiller général, Président du Département, Adjoint au maire de Nice, Député.
- Les 9 Justes parmi les nations de Saint-Martin-Vésubie[94],[95] :
  - Joseph Fougère, Yvonne Fougère, Jules Mangon, Marguerite Raibaut, Joseph Raibaut, Victorine Raibaut, Henriette Saissi, Paul Saissi et Fanny Vassalo.

## Galerie

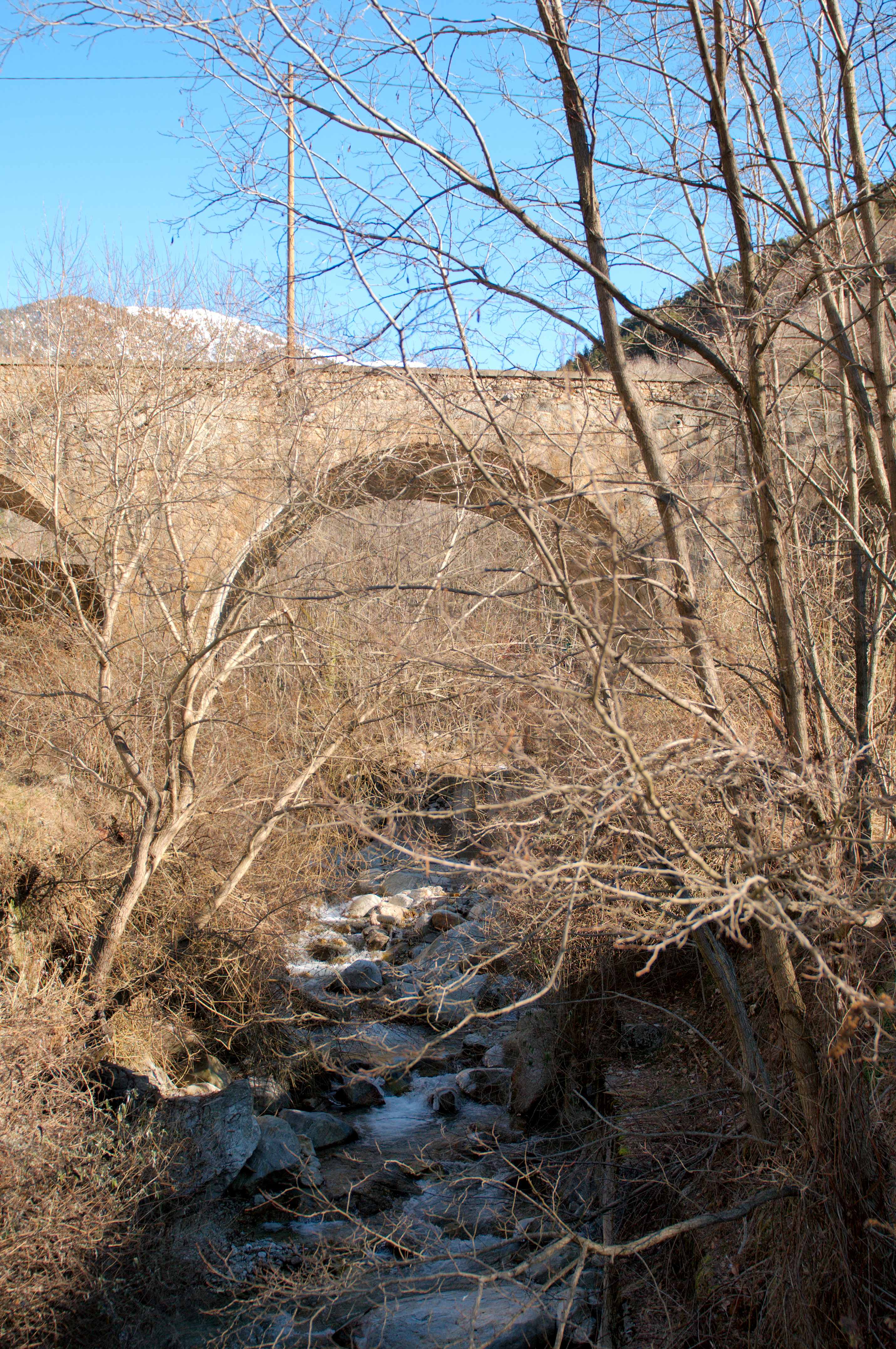
La Vésubie près de Saint-Martin-Vésubie.
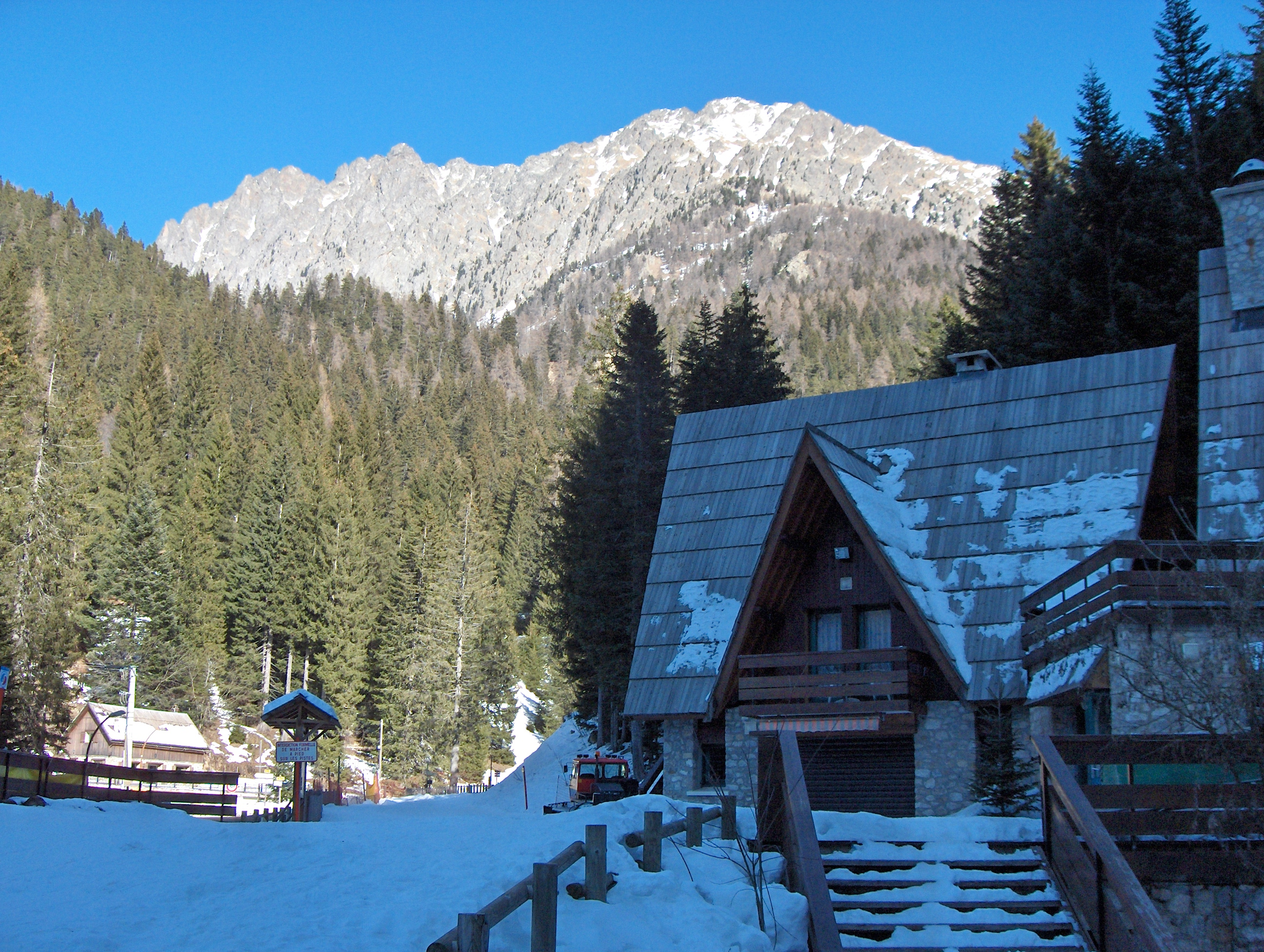
Le Boréon en hiver.
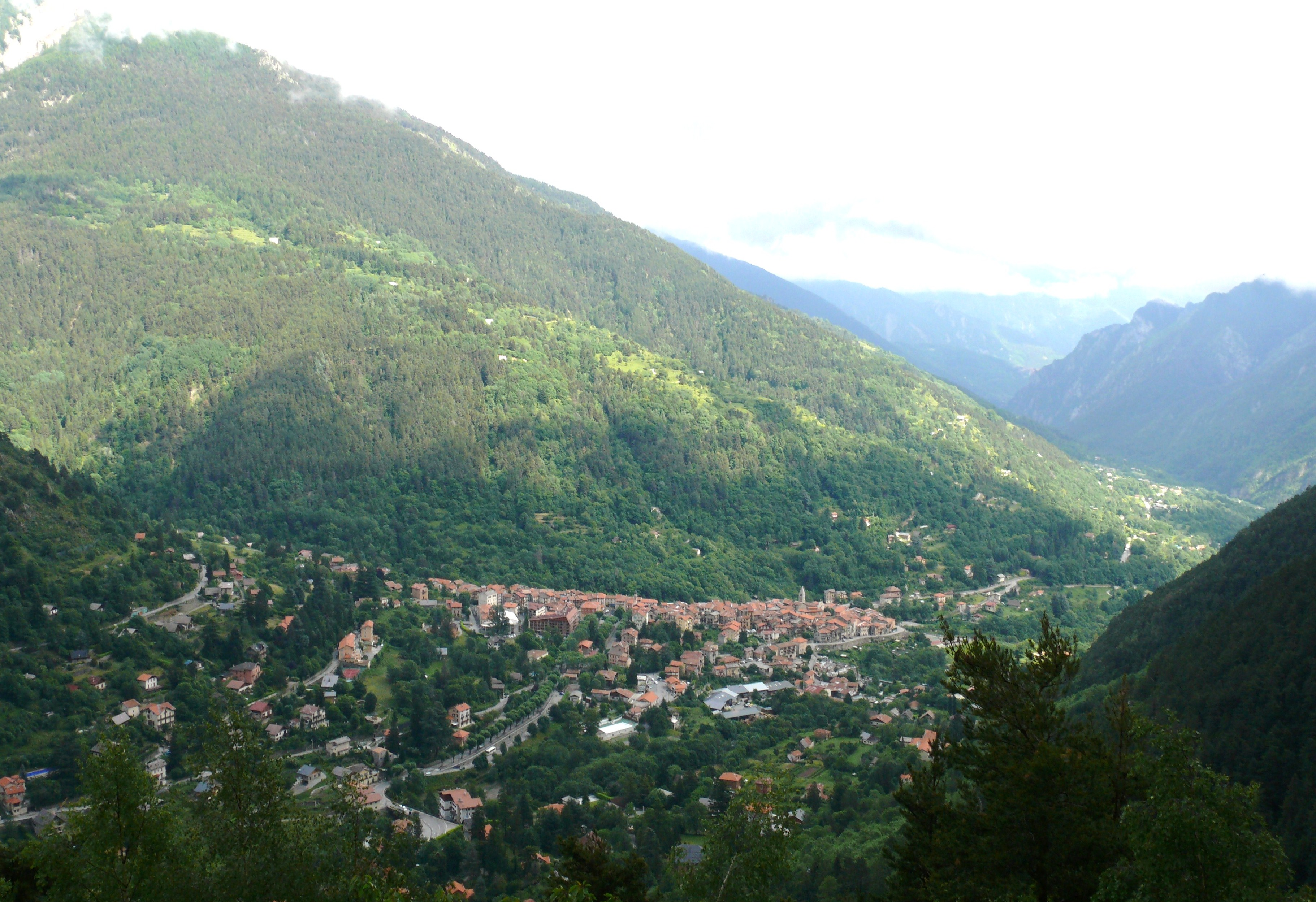
Saint-Martin-Vésubie et la vallée de la Vésubie vus de la route de la Colmiane.
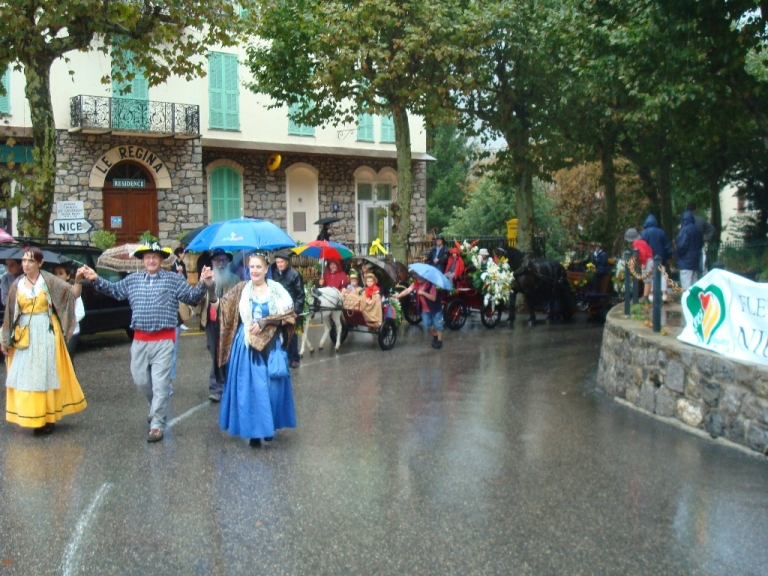
Foire aux bestiaux.